# 卡比托利欧博物馆

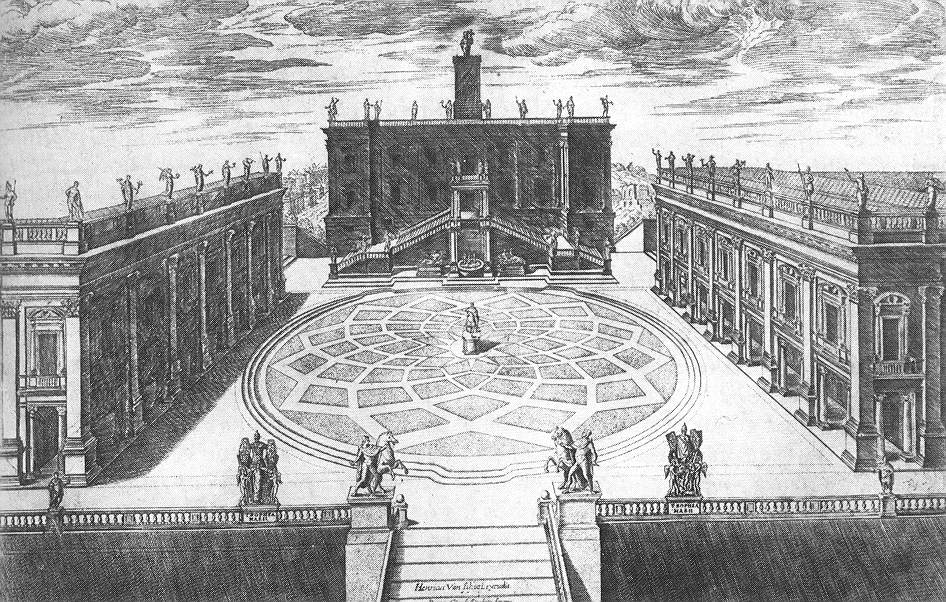
米开朗基罗的设计圖

卡比托利欧博物馆（義大利語：Musei Capitolini）是位于意大利首都罗马卡比托利欧山山顶卡比托利欧广场的一组艺术和考古博物馆，包括环绕中央梯形广场的三座建筑，由米开朗基罗在1536年规划設計，工程经过400多年才全部完成。该博物馆的历史可以追溯到1471年，当时教宗西斯都四世将一批古代青铜雕塑捐赠给罗马人民，将其安置在卡比托利欧山。自那时以来，博物馆的收藏已发展到包括大量古罗马雕像，铭文，以及其他工艺品，中世纪和文艺复兴艺术、宝石、钱币等等。该博物馆由罗马市拥有和经营。
马可·奥勒留骑马像位于广场中心，為复制品，原作收藏於卡比托利欧博物馆內。中世纪時，羅馬教会当局下令毁坏许多罗马雕像；这尊雕像之所以被保存下来，是因为它被误以為是将基督教定为罗马帝国国教的君士坦丁大帝像。

## 建筑

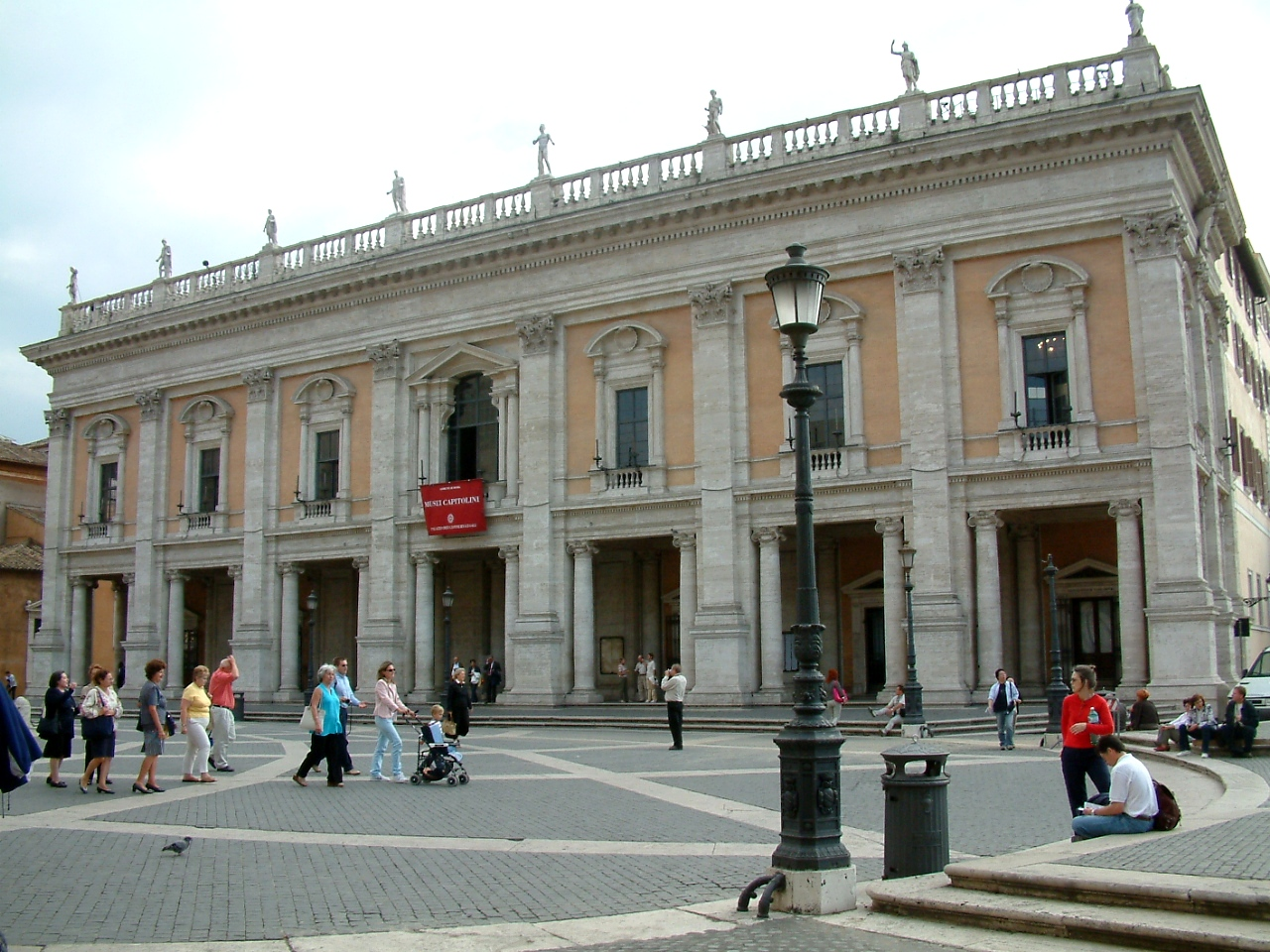
博物館三座主要展廳之一的保守宮

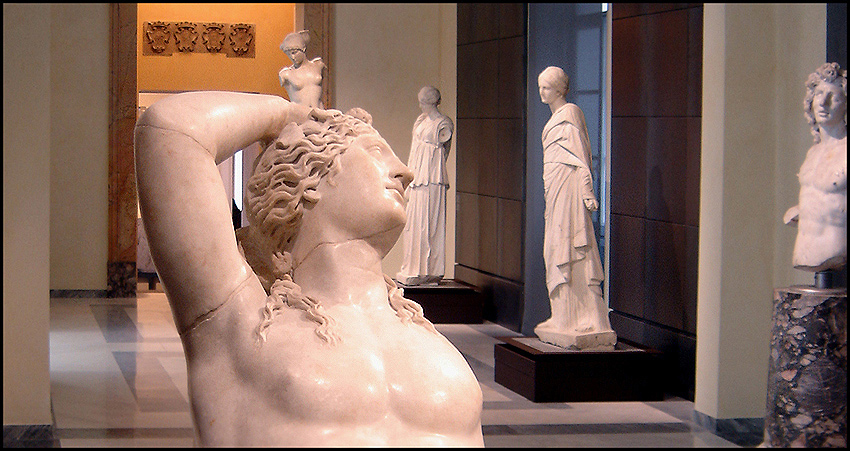
画廊

卡比托利欧博物馆包括环绕卡比托利欧广场的三座主要建筑，以及连接它们的广场地下长廊。
卡比托利欧博物馆的三座主要建筑是：
- 元老宫（Palazzo Senatorio），始建于公元前78年，12世纪改作罗马市政厅，16世纪根据米开朗基罗的设计修改立面，加建钟塔；
- 保守宫（Palazzo dei Conservatori），16世纪中叶由米开朗琪罗重建，首次使用巨柱式（giant order）圆柱设计
- 新宫（Palazzo Nuovo），建于17世纪，与广场对面的保守宫外观设计相同。

此外，16世纪的卡法莱里-克莱门蒂诺宫（Palazzo Caffarelli-Clementino），位于广场以外但毗邻保守宫，也在20世纪初加入了该博物馆。

### 保守宫
收藏古代雕塑，大部分是古罗马的，但是也有古希腊或古埃及。2005年，保守宫进行大修，大部分展览空间关闭。

#### 主楼梯
- 马可·奥里略骑马雕像

#### 二楼
在建筑的二楼是保民官住宅，现对公众开放，收藏的著名作品有现存最著名的一尊母狼育婴像，这是罗马的建城传说和象征。保民官住宅拥有精美的内部装饰，包括壁画、拉毛粉刷、挂毯，以及雕刻精美的天花板和门。

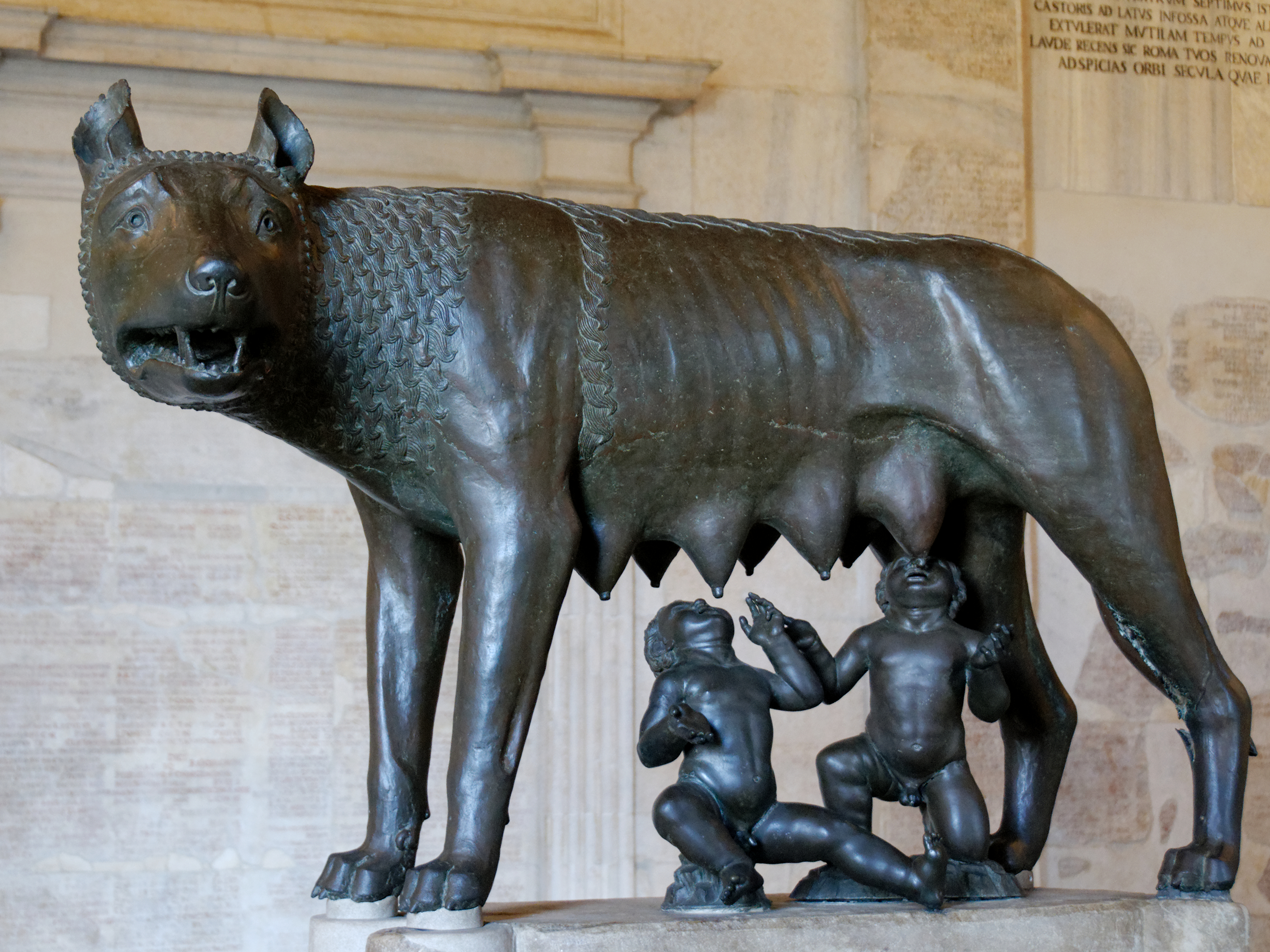
罗马城的标志母狼育婴

#### 三楼
保守宫的三楼设有卡比托利欧美术馆，有绘画和应用艺术画廊。卡比托利欧钱币馆，收藏硬币，金牌，宝石和珠宝，位于附属的卡法莱里-克莱门蒂诺宫。

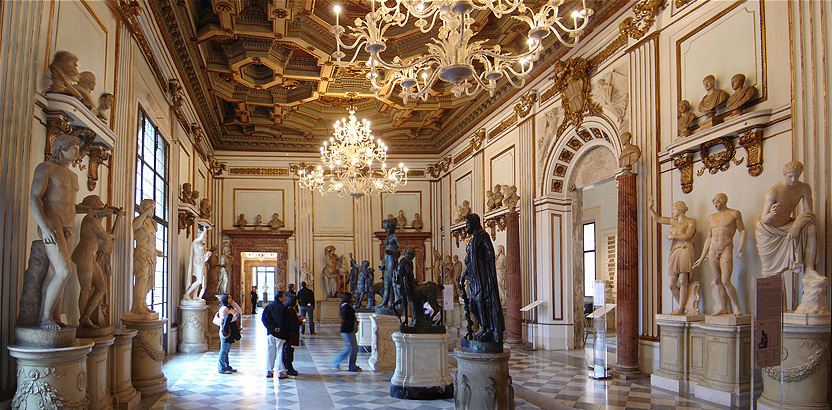
画廊

### 新宫
雕像，铭文，石棺，胸像，马赛克和其他古罗马文物占据新宫的两个楼层。
在加拉太厅也可欣赏到大理石雕像“垂死的高卢人”也被称为“卡比托利欧高卢人”，以及“丘比特和赛琪”雕像。此外，在这楼内还有：
- 修复的俄刻阿诺斯巨大雕像，位于这座建筑的庭院
- “卡比托利欧的维纳斯”雕塑，普拉克西特列斯原作（公元前4世纪）

### 连接长廊
连接（Congiunzione）长廊位于保守宫和广场的下方，连接广场上的三座宫殿。这个长廊修建于1930年代。这里有第2世纪古罗马住宅的废墟“现场”（in situ），还设有宝石长廊（Galleria Lapidaria），展示博物馆收藏的铭文。

## 藏品

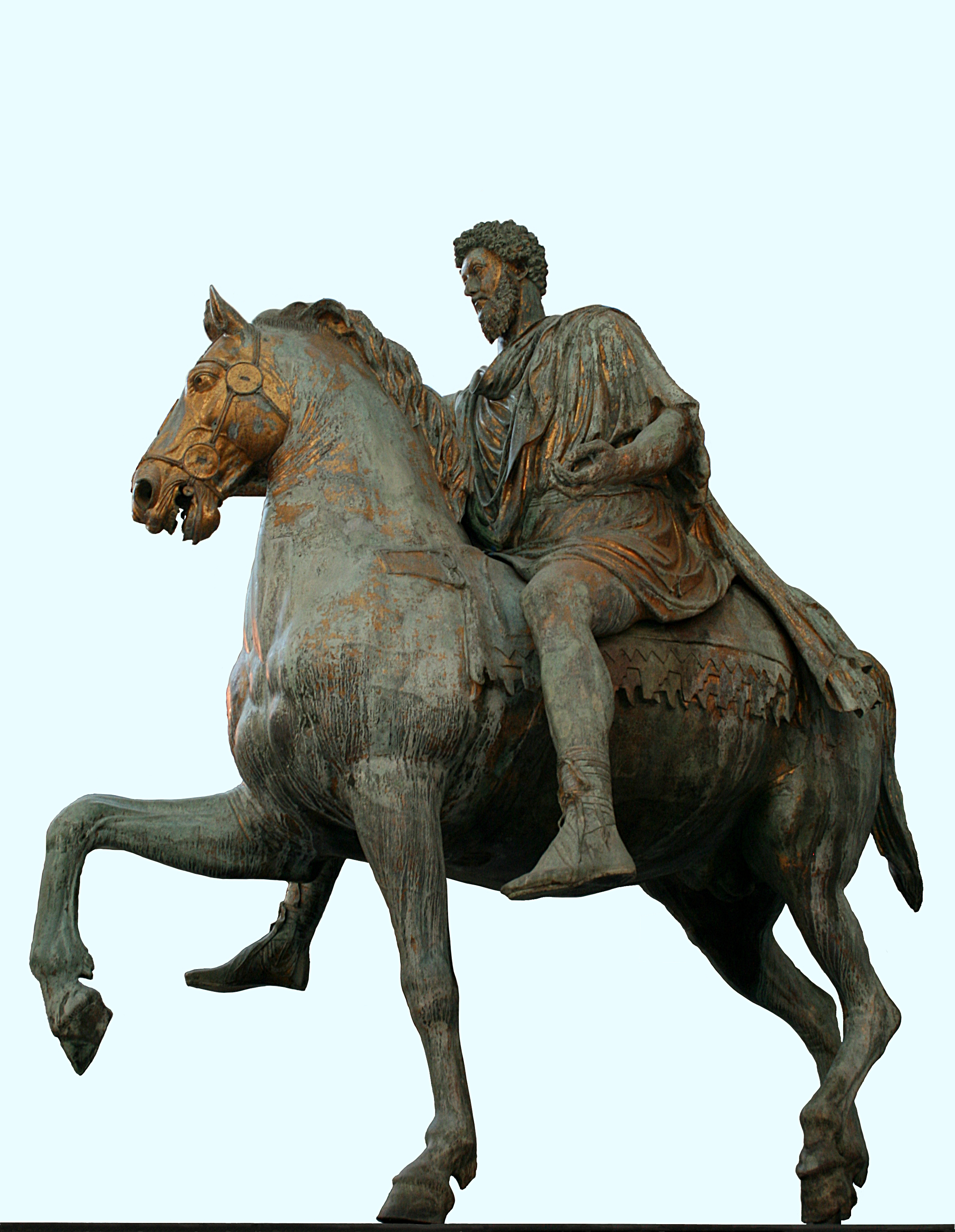
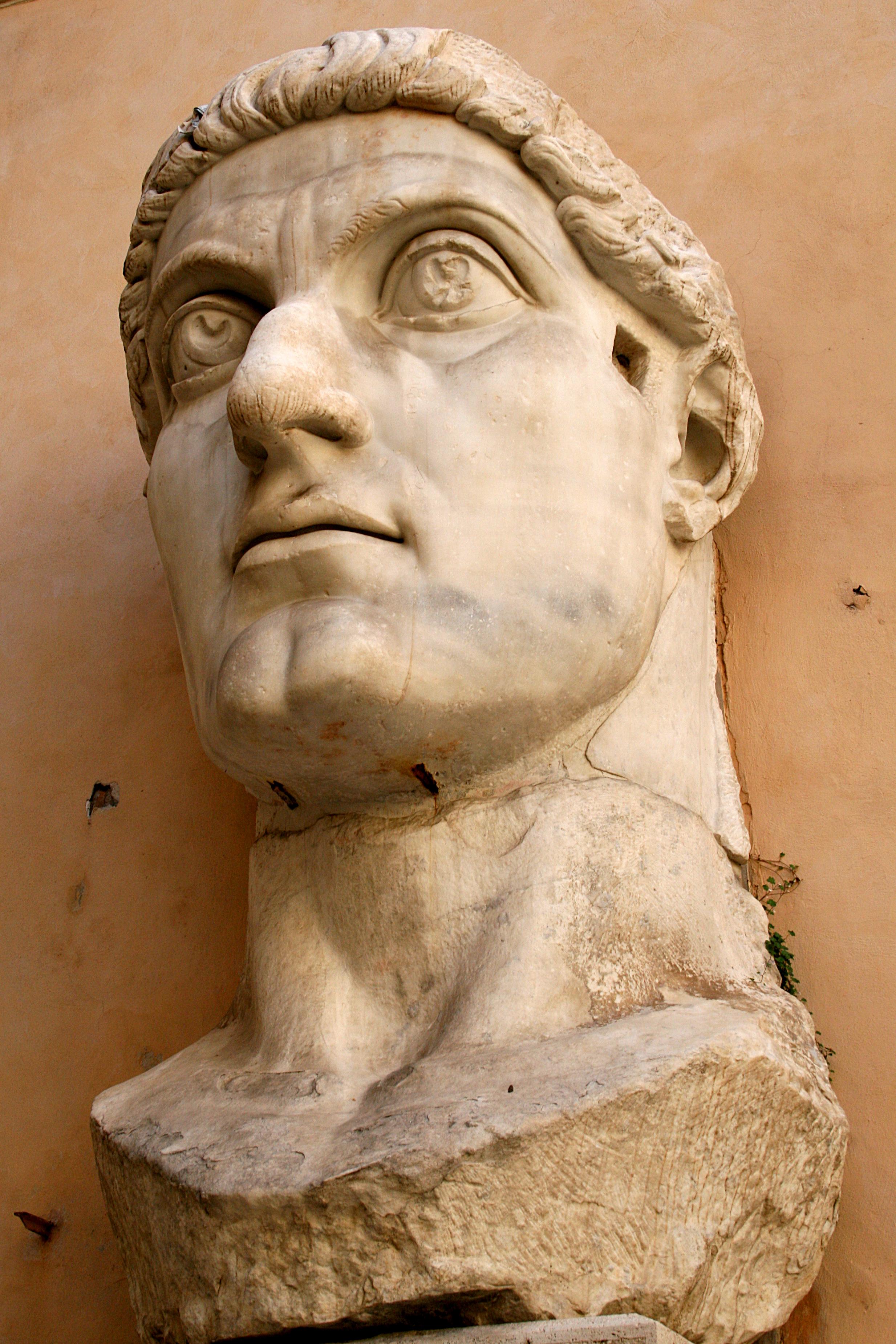
君士坦丁一世
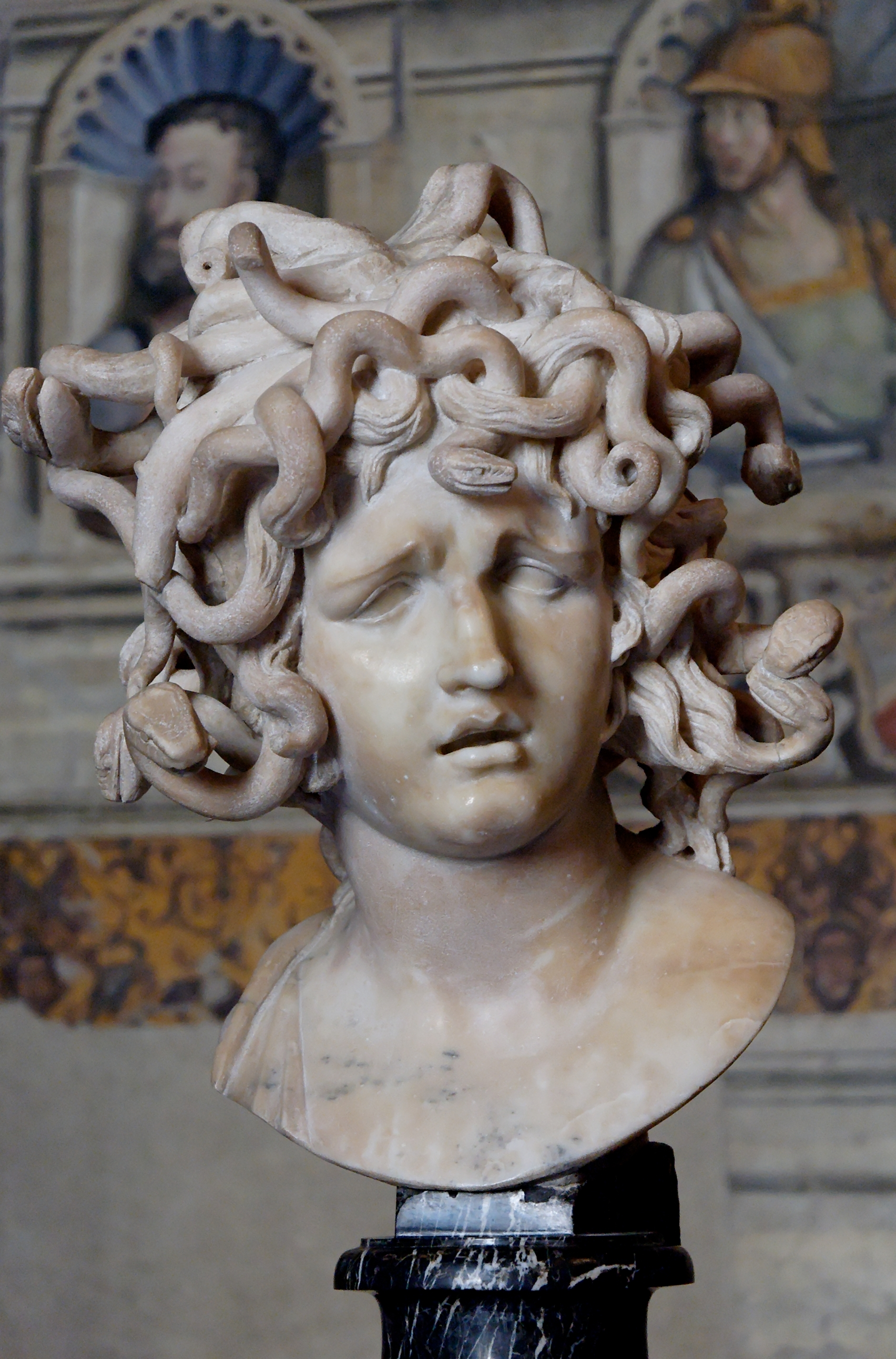
貝爾尼尼的墨杜薩
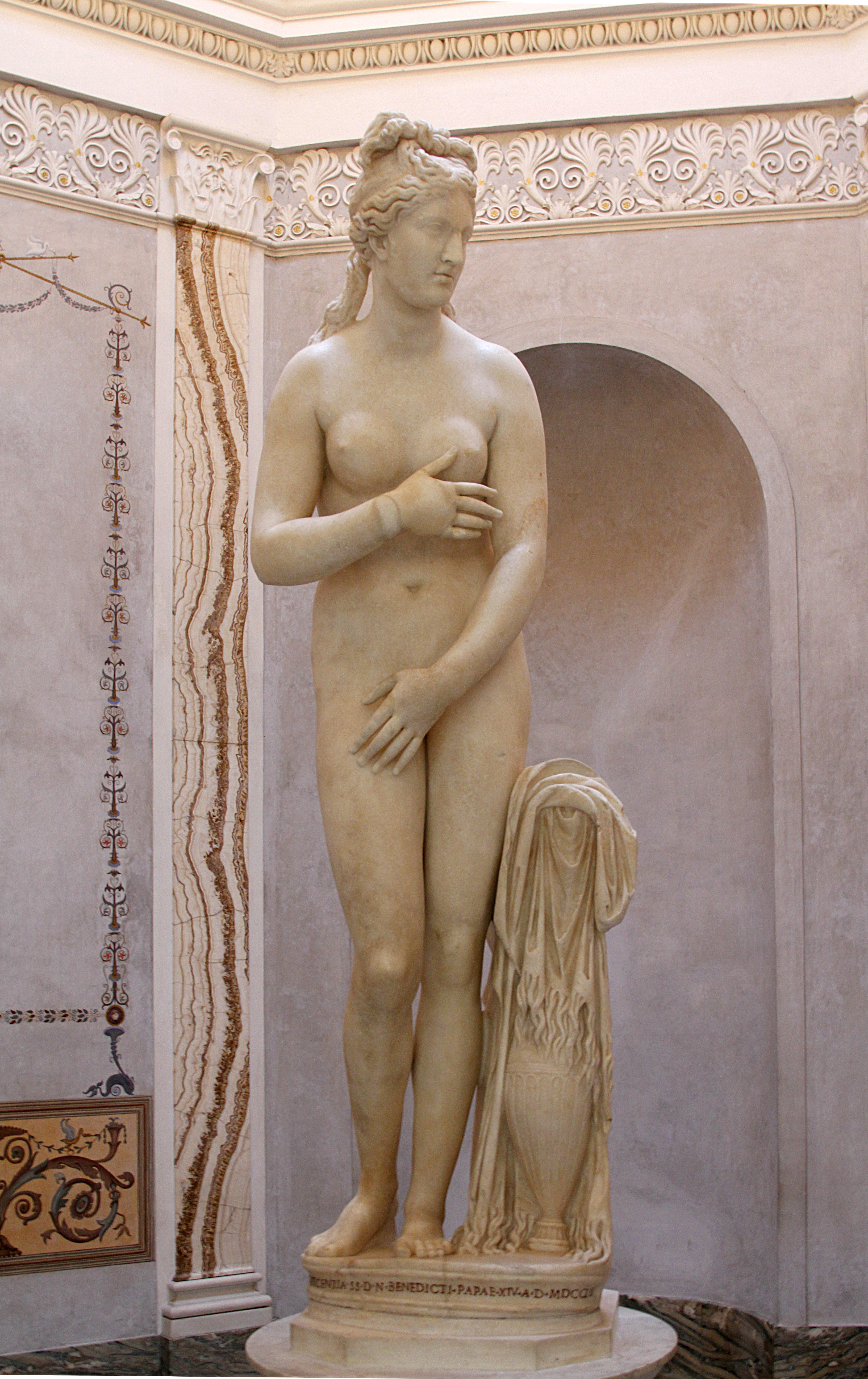
卡比托利欧的维纳斯
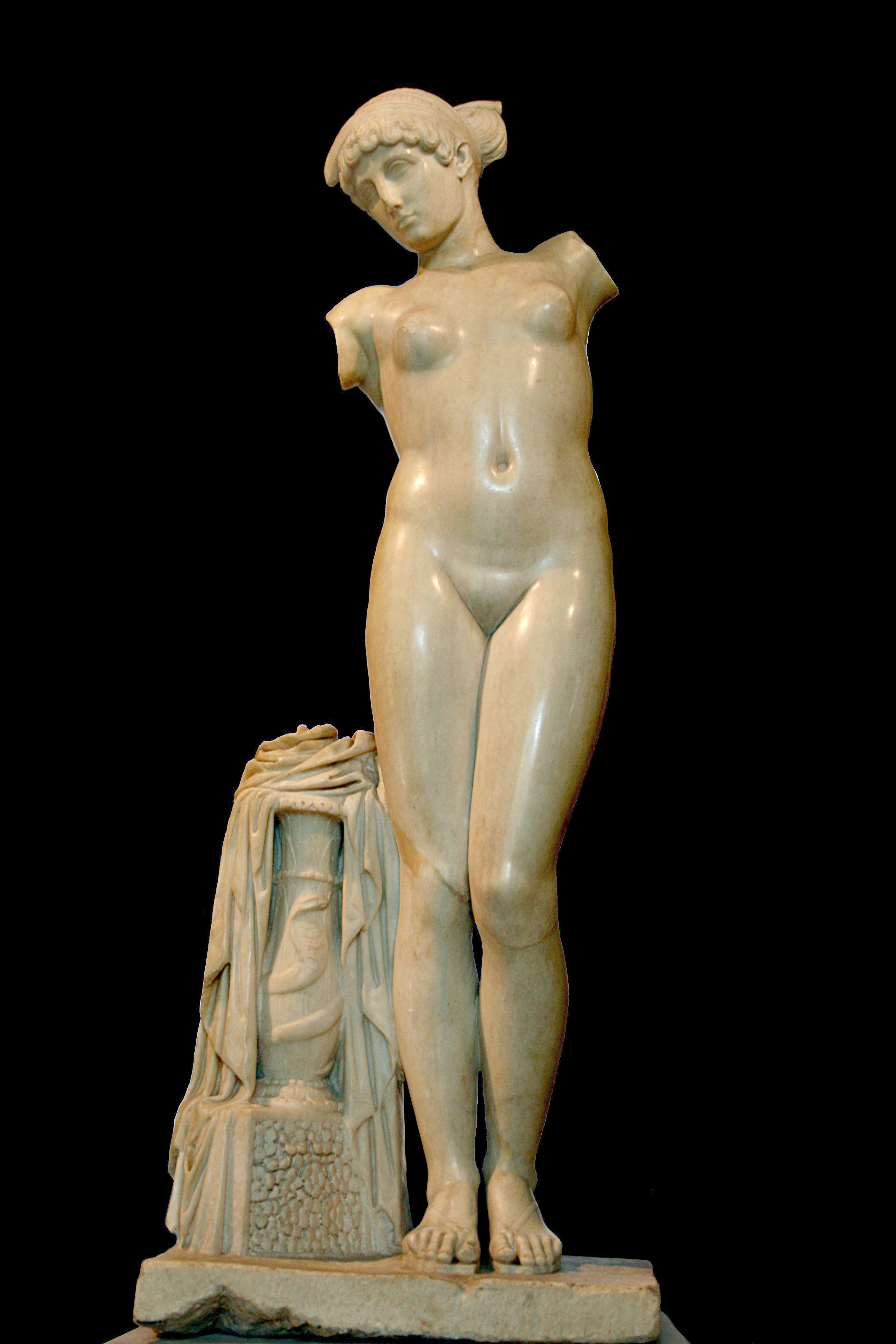
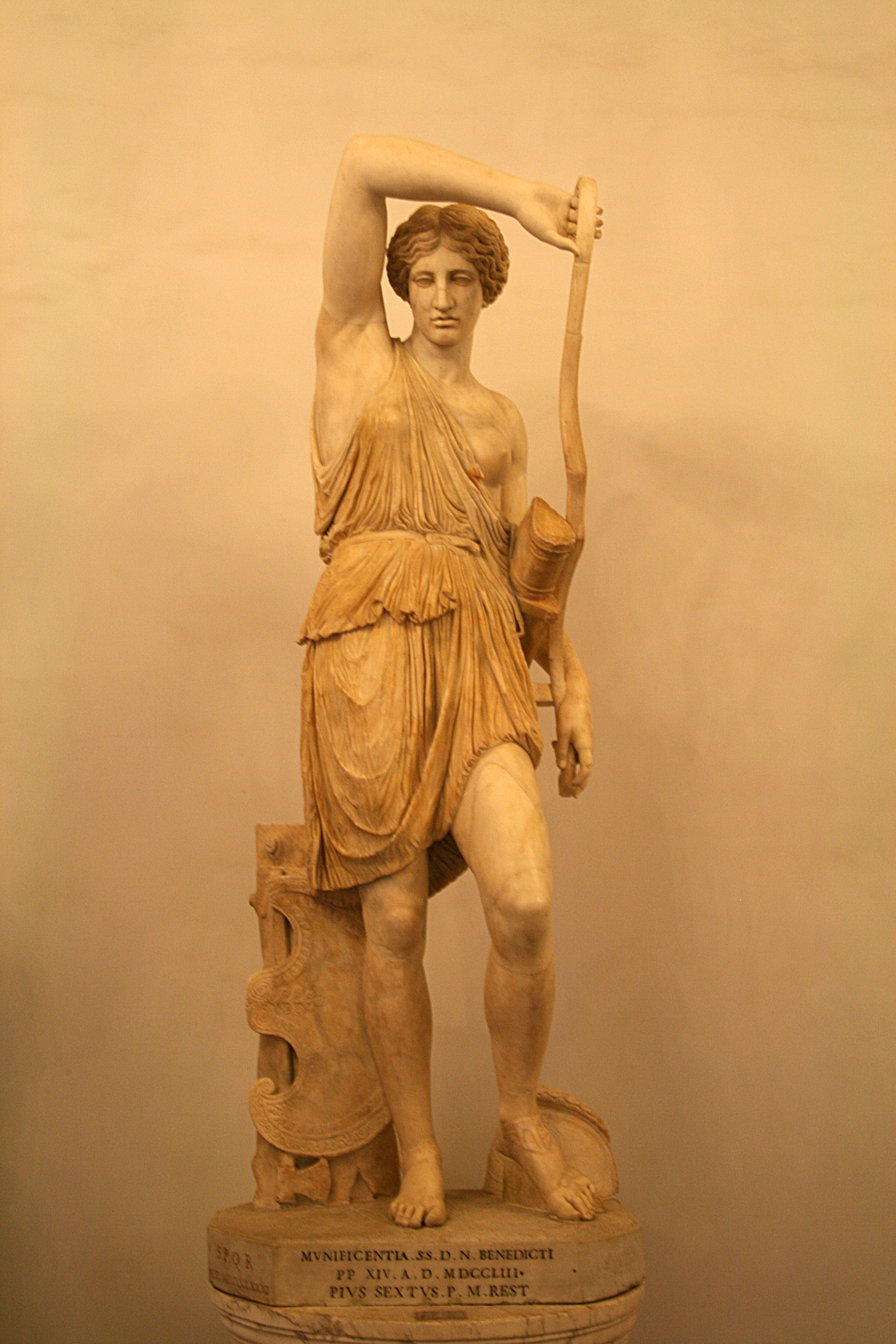
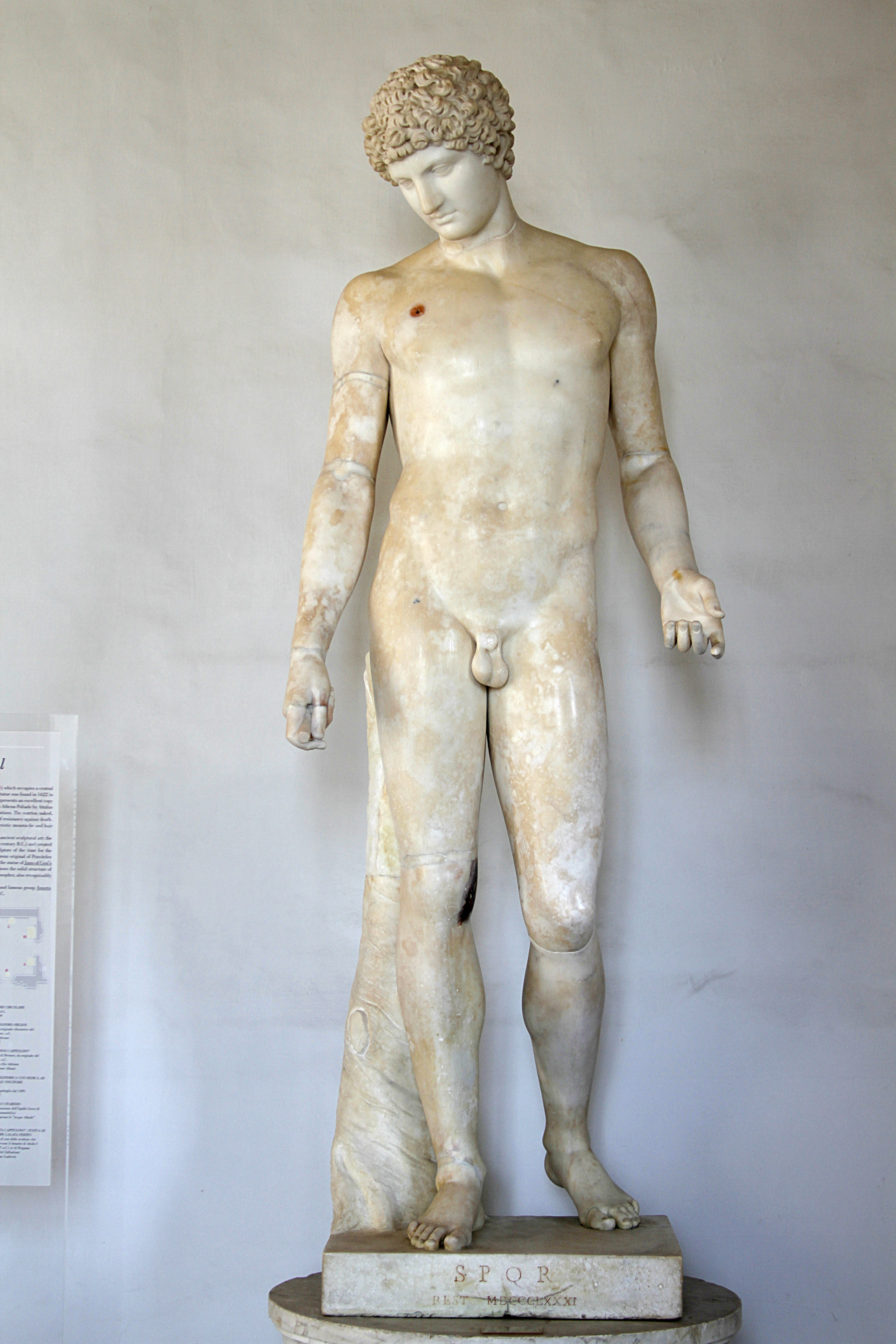
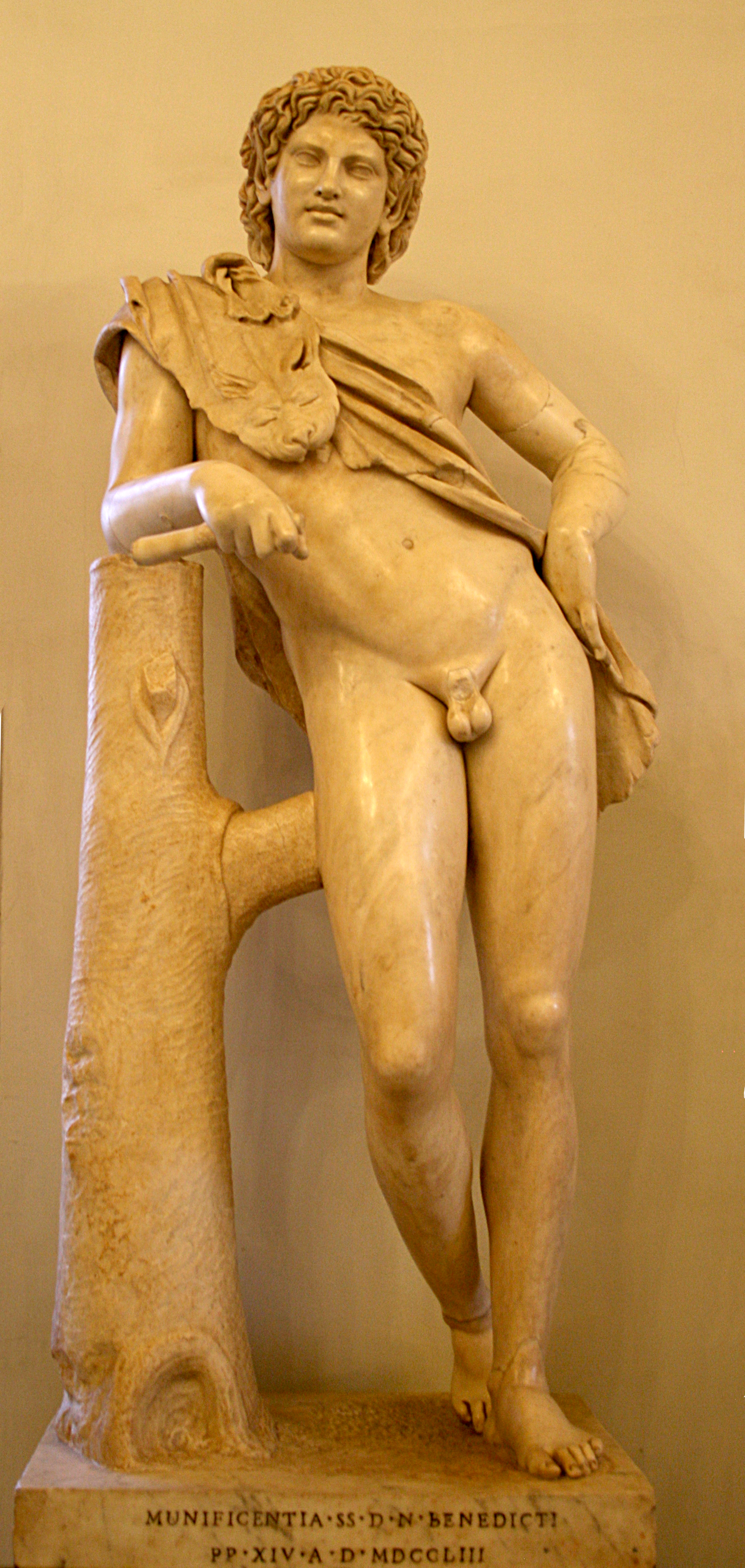
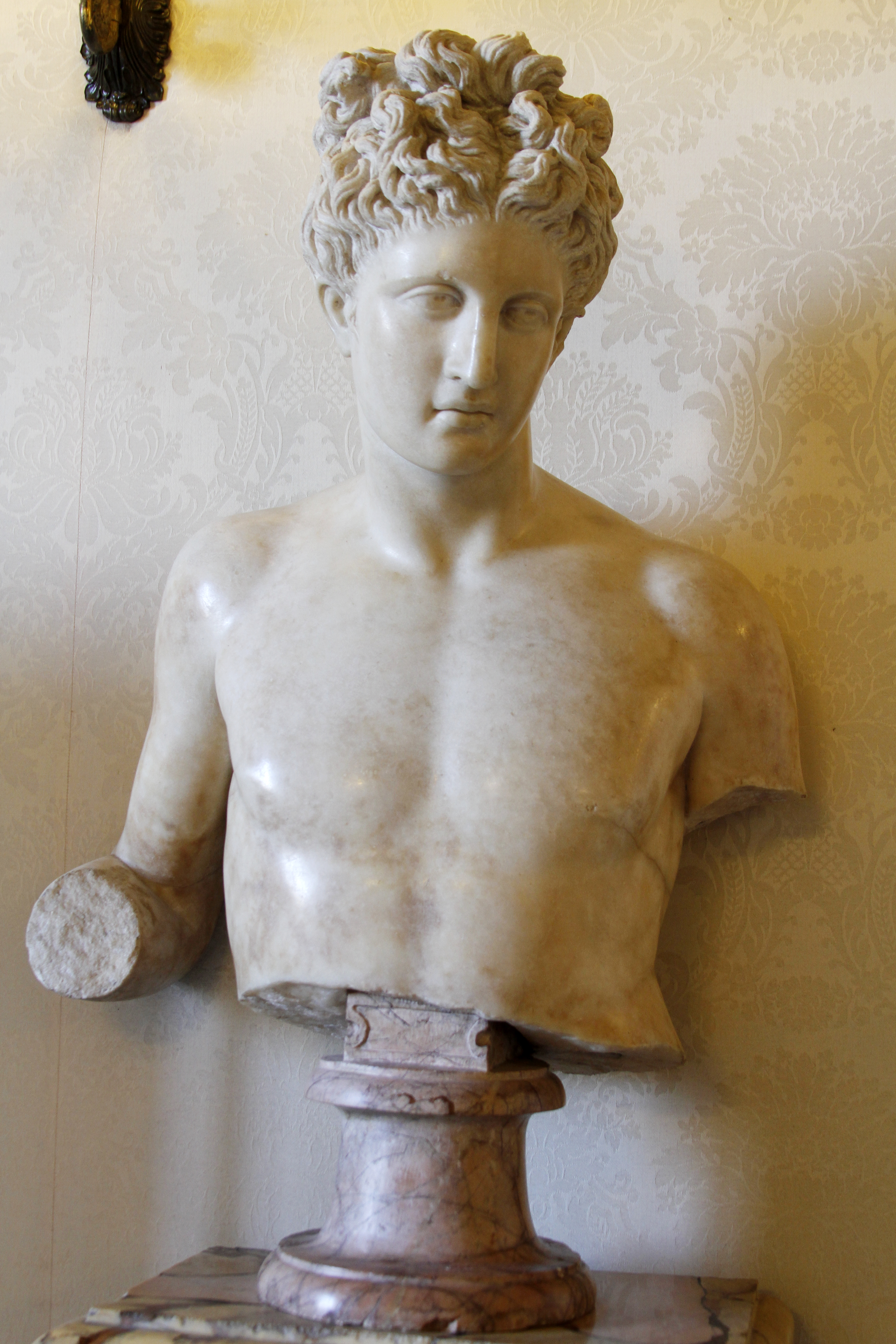
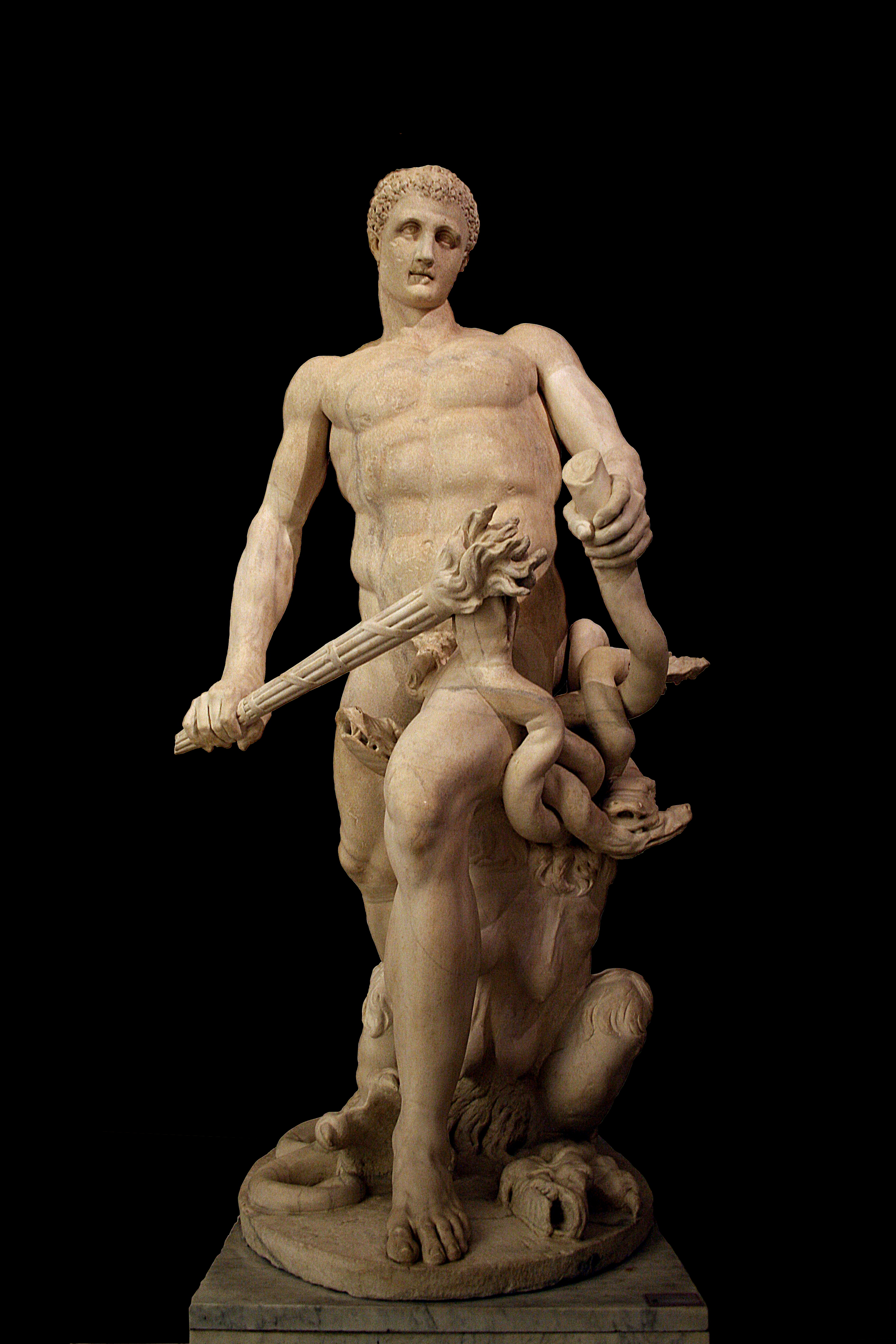
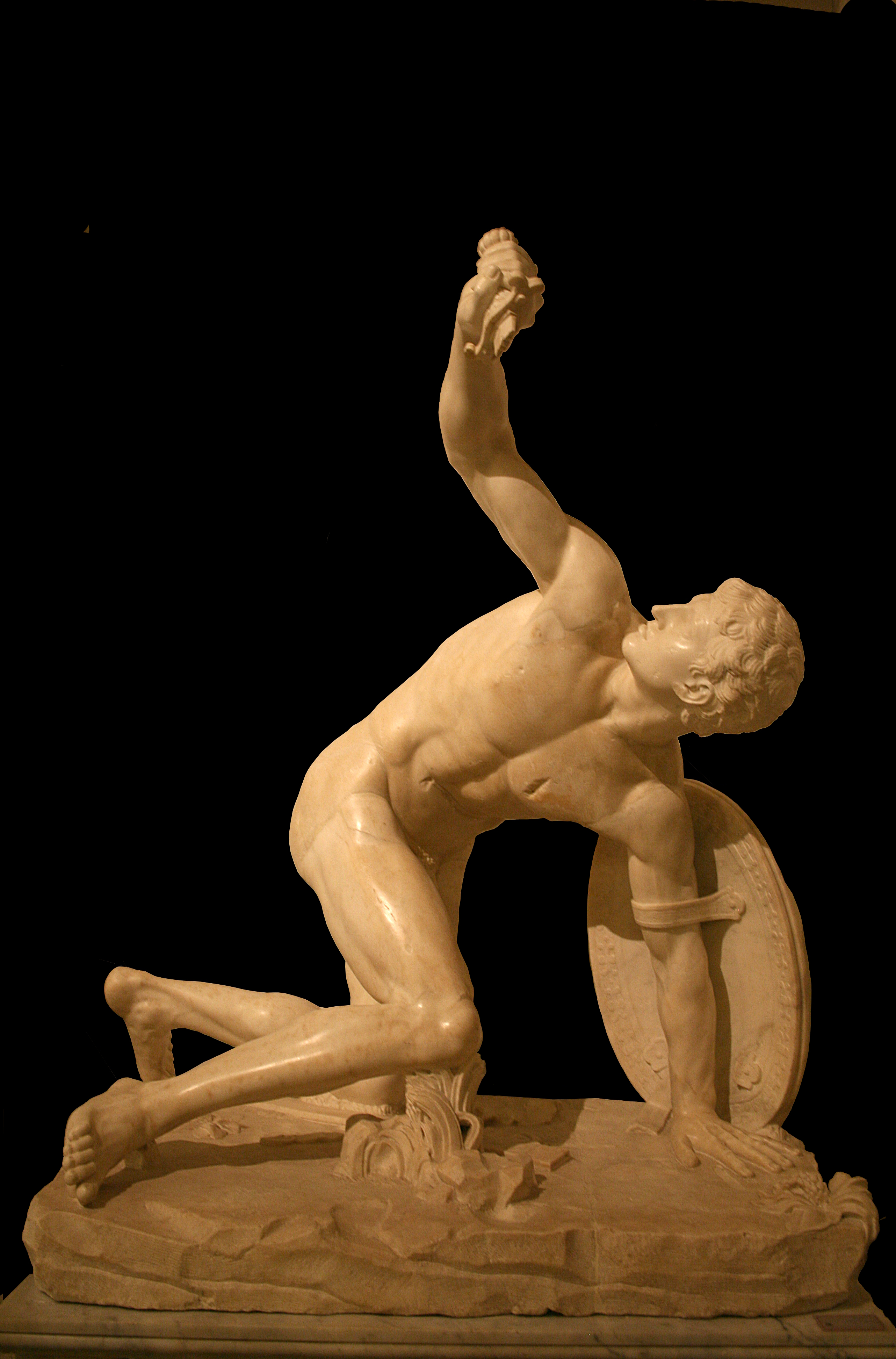
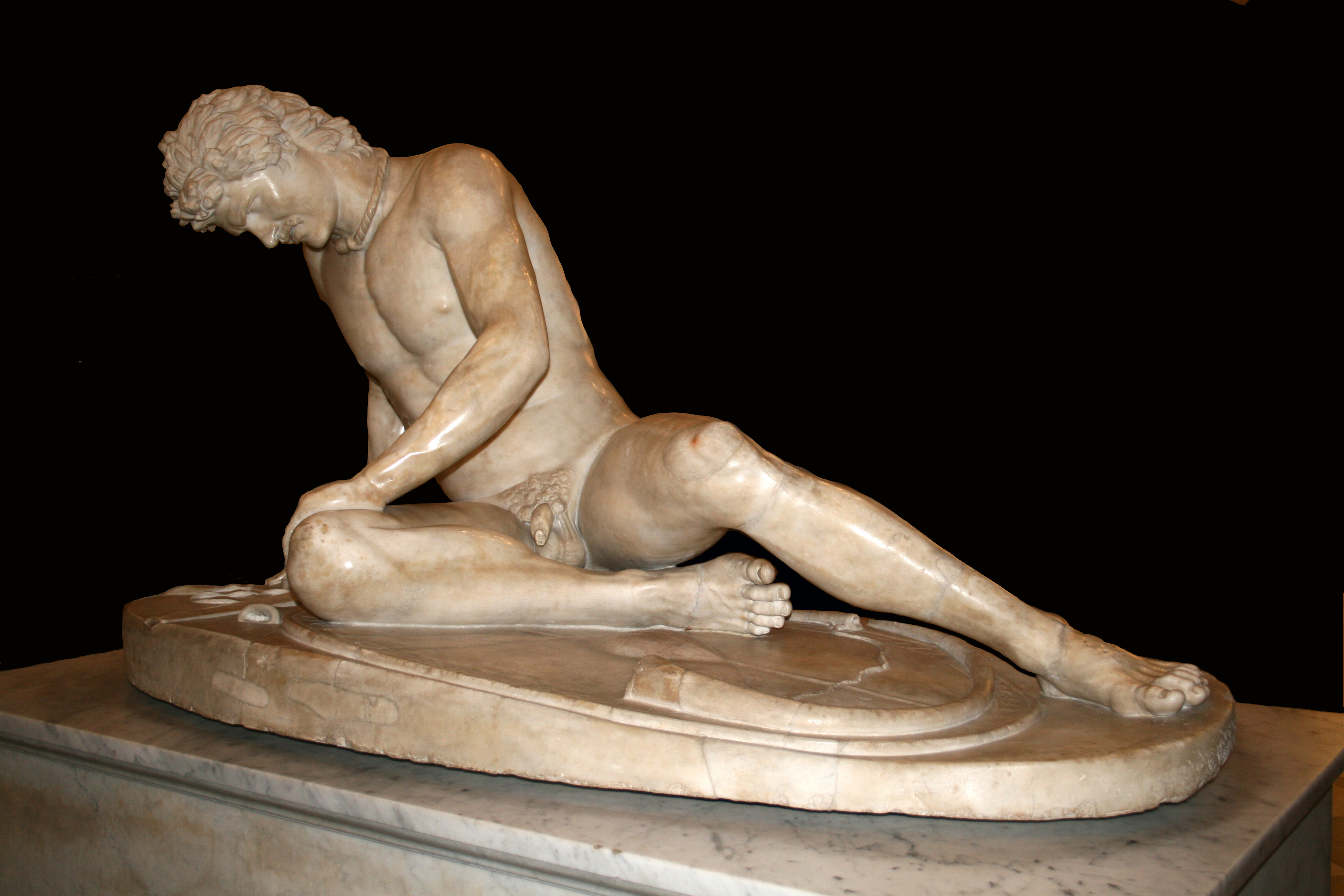
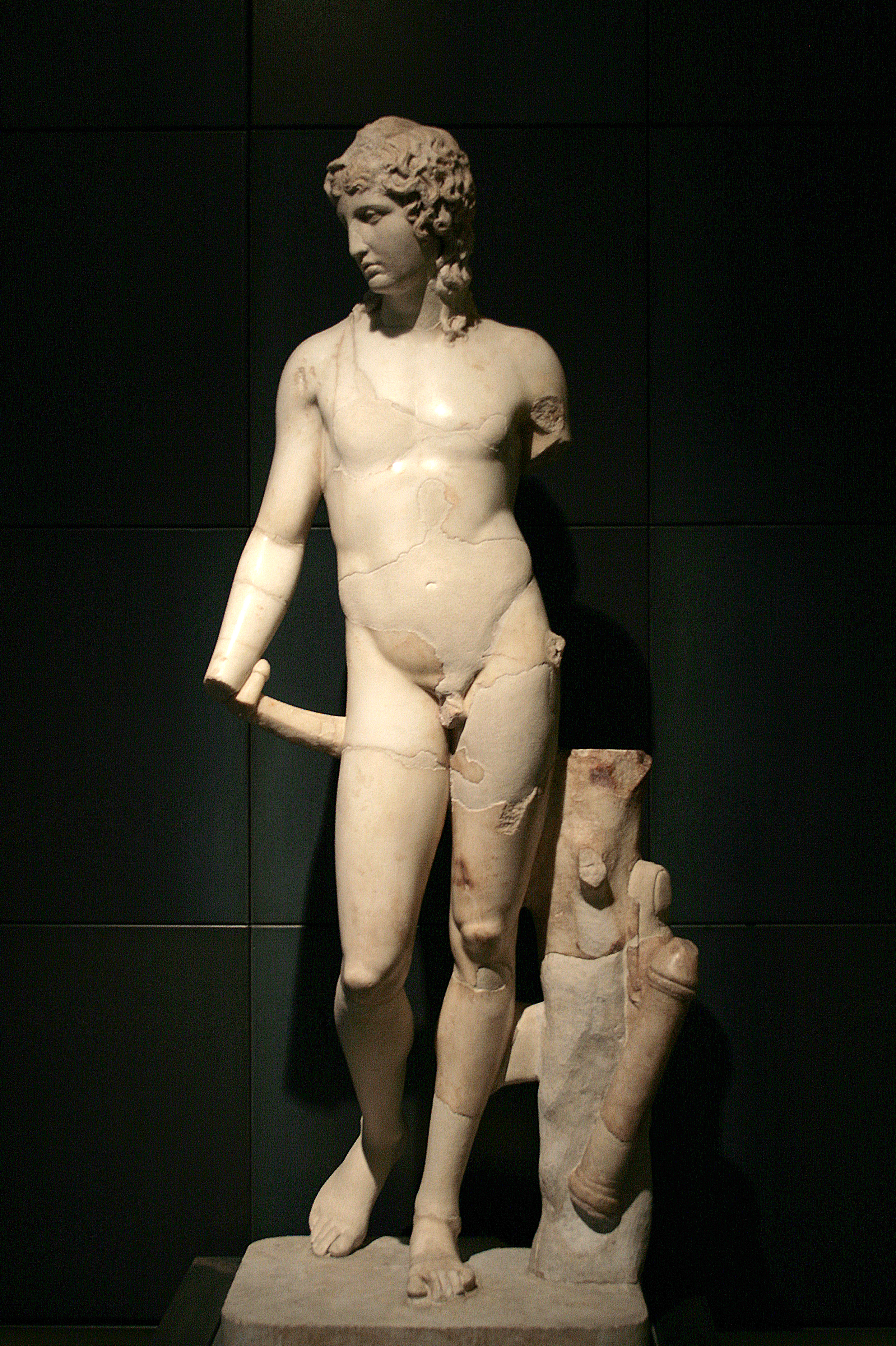
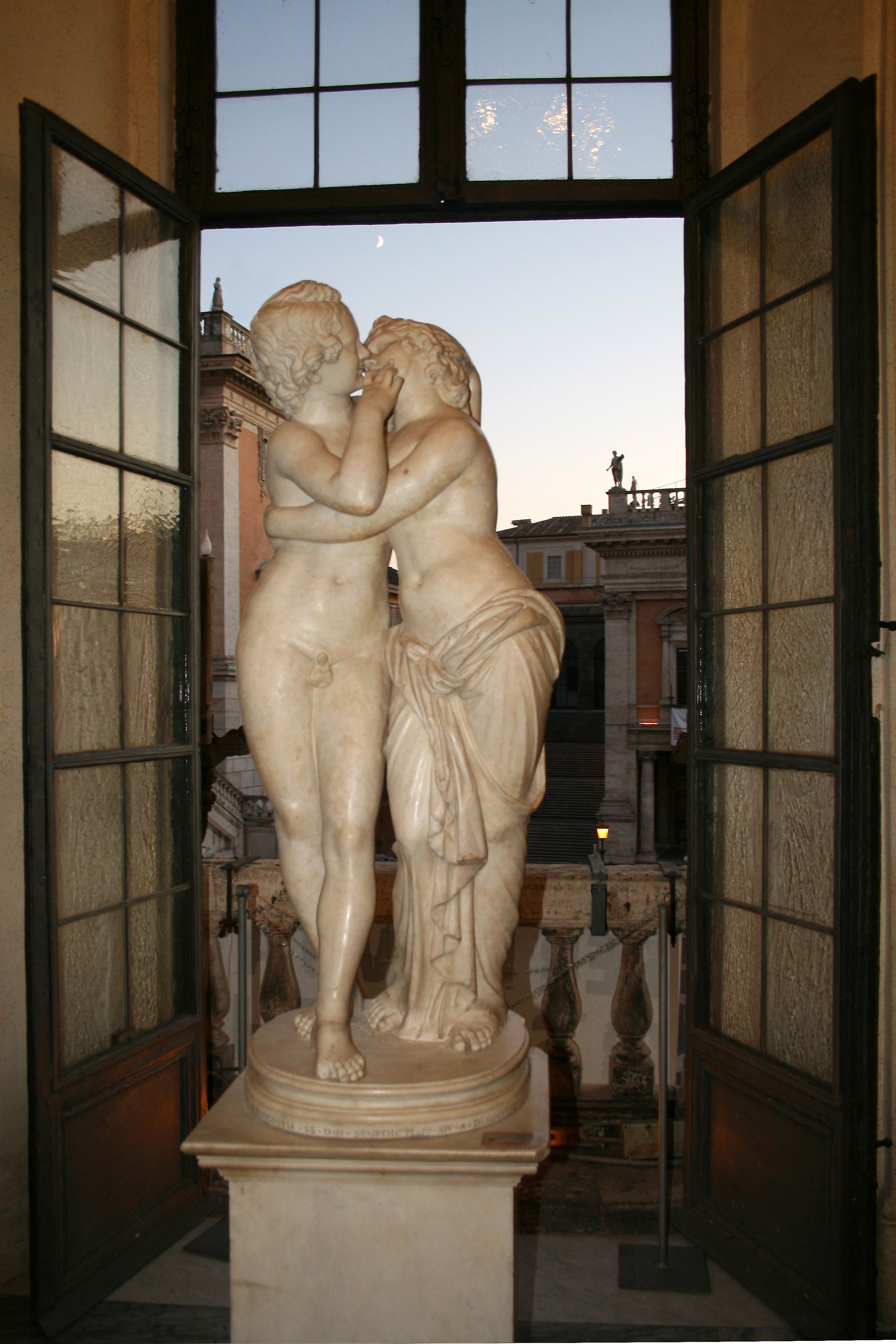
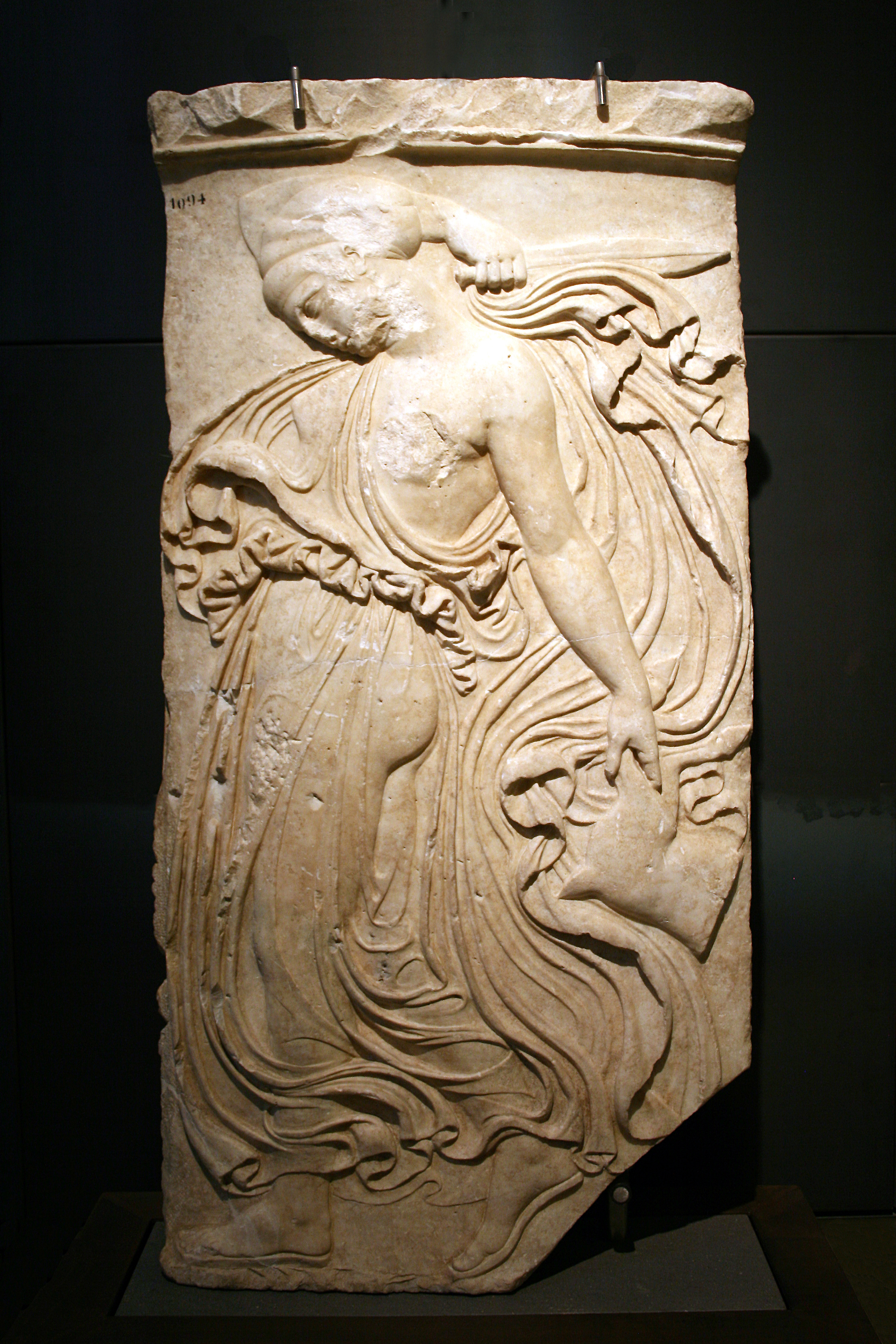
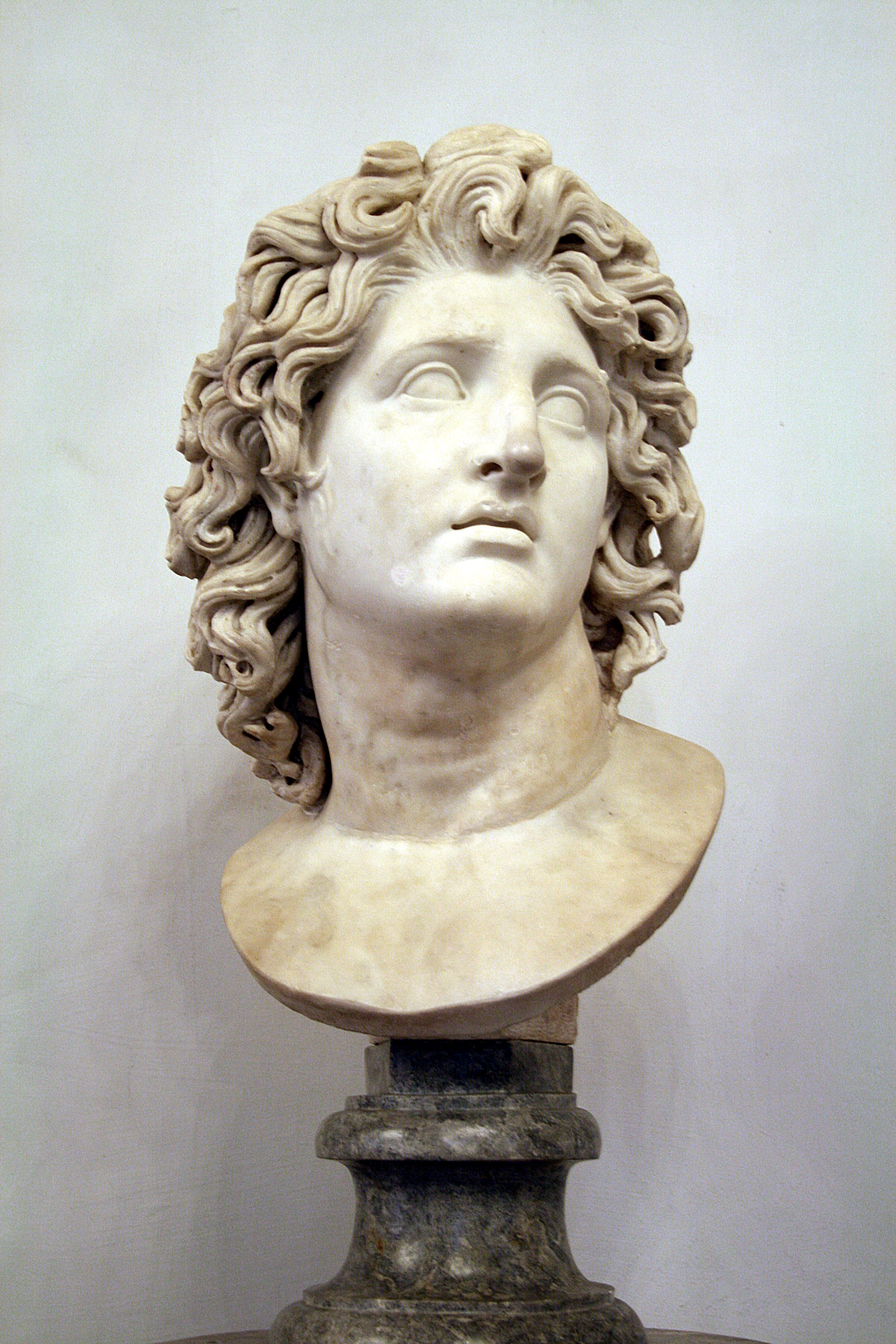
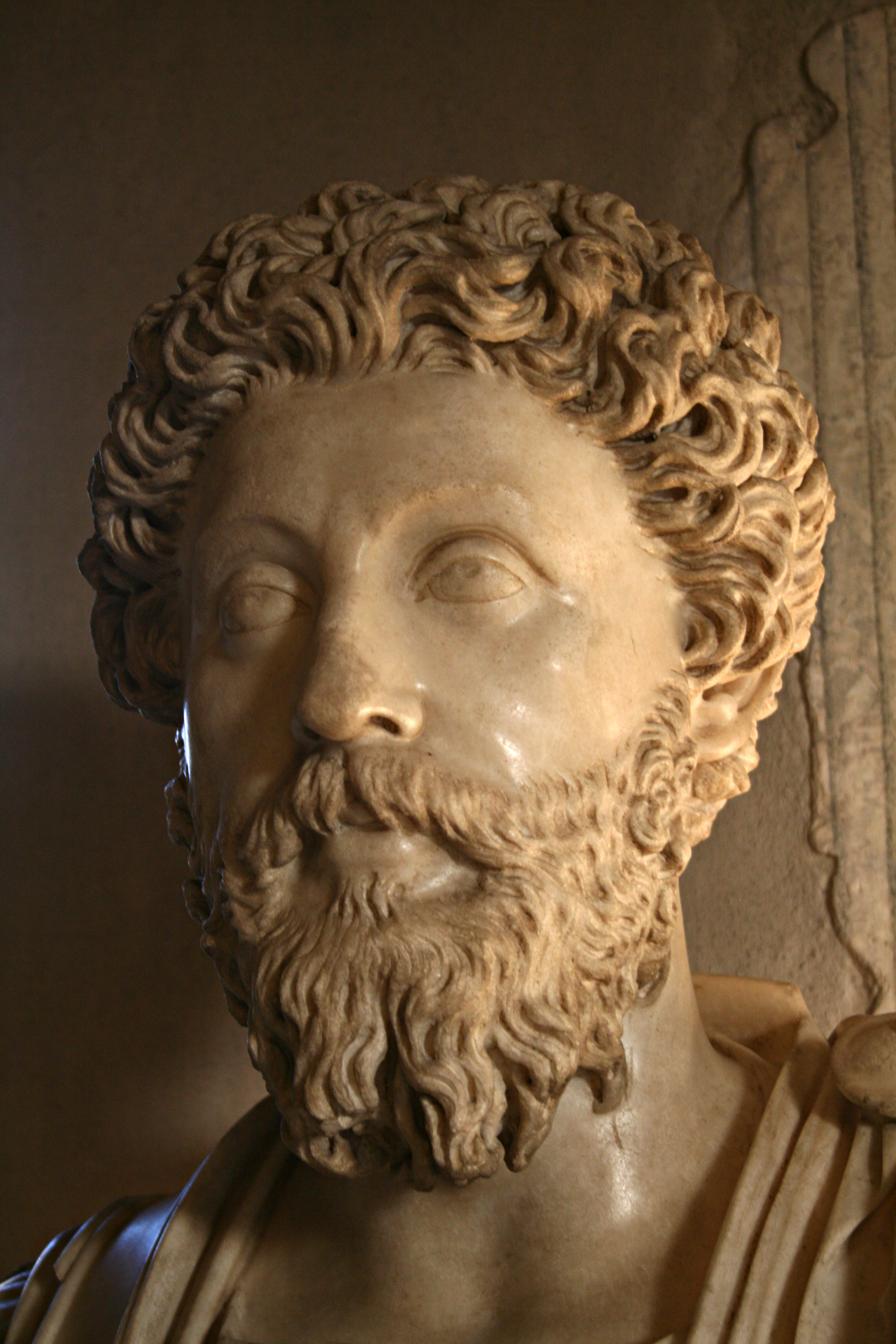
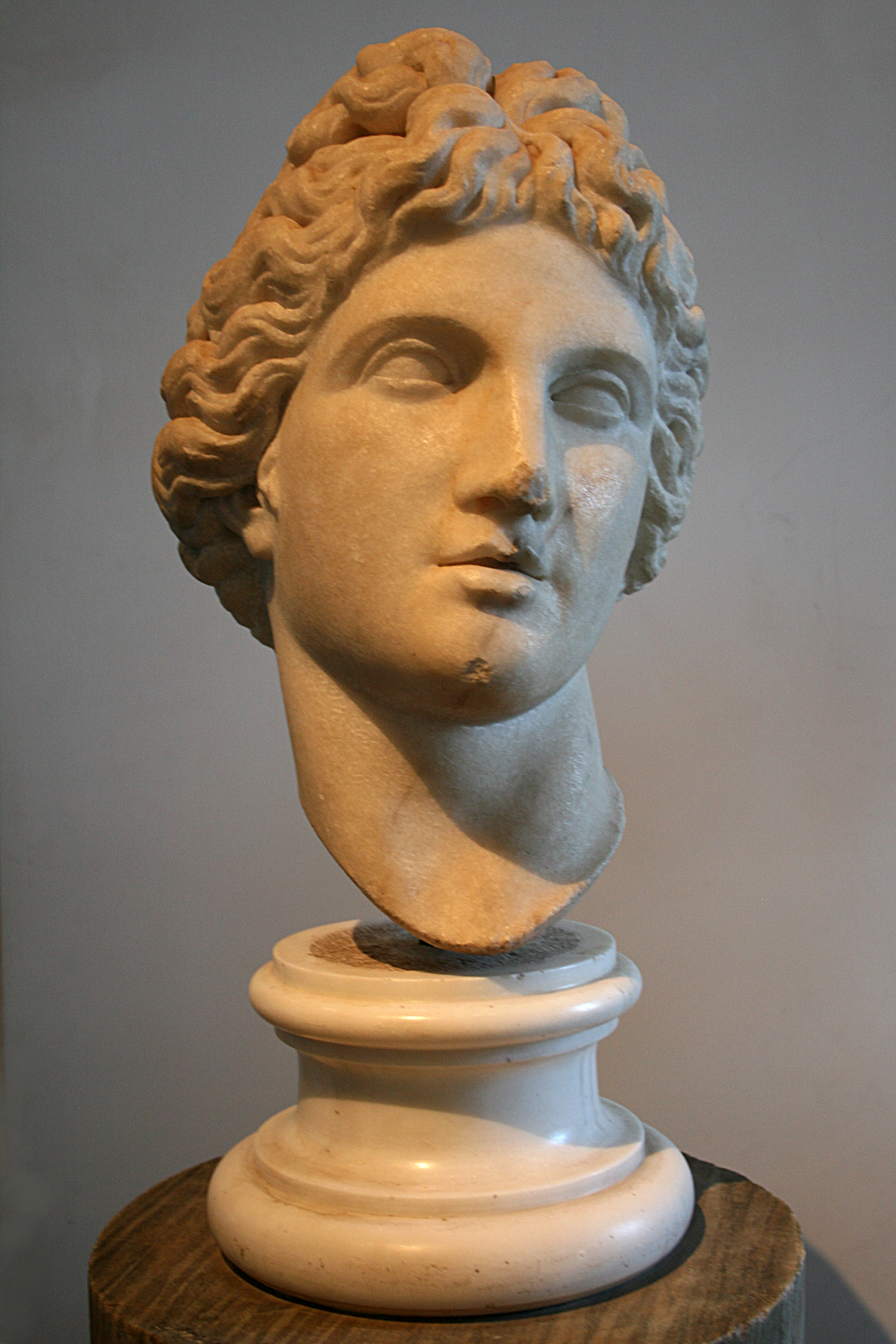
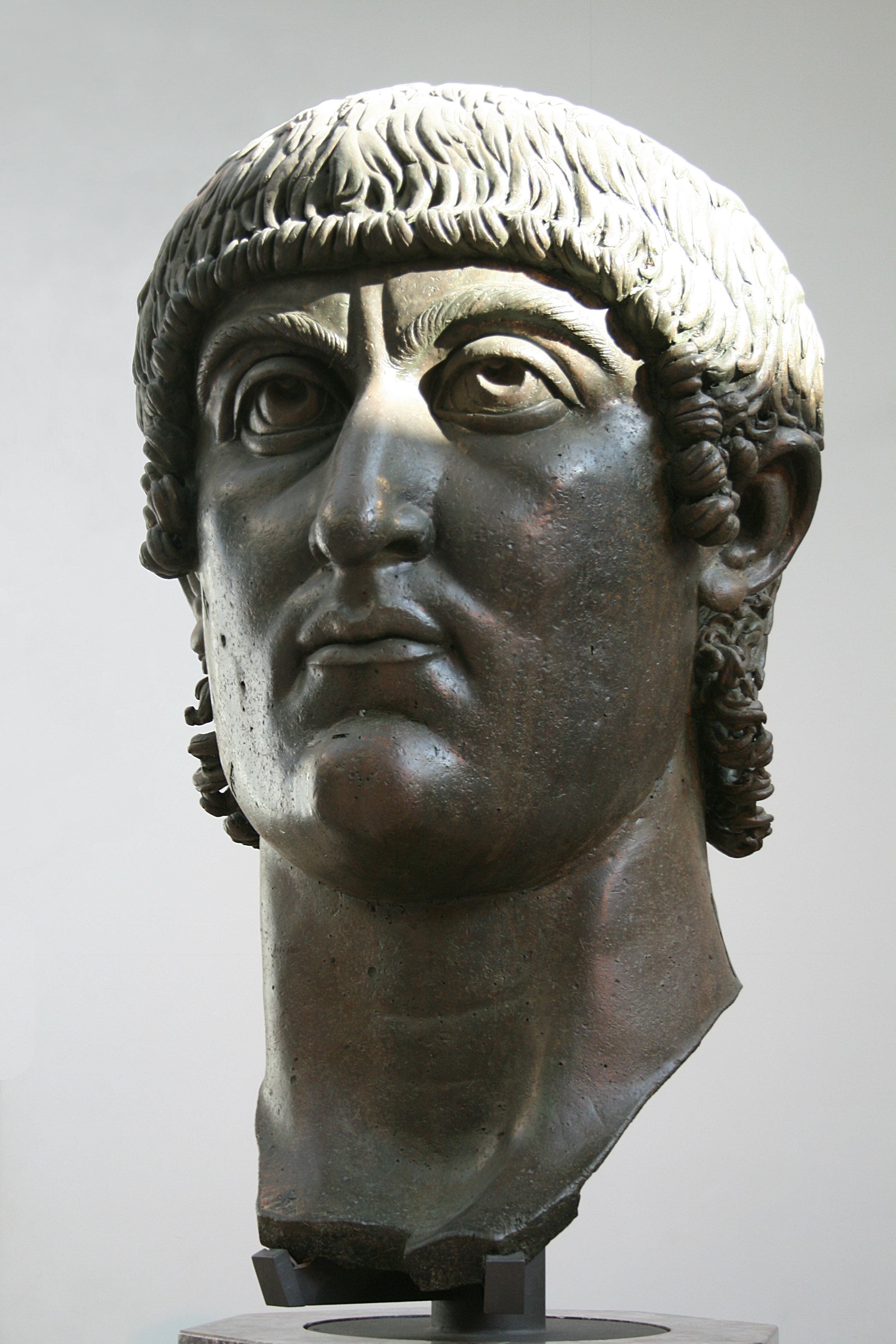
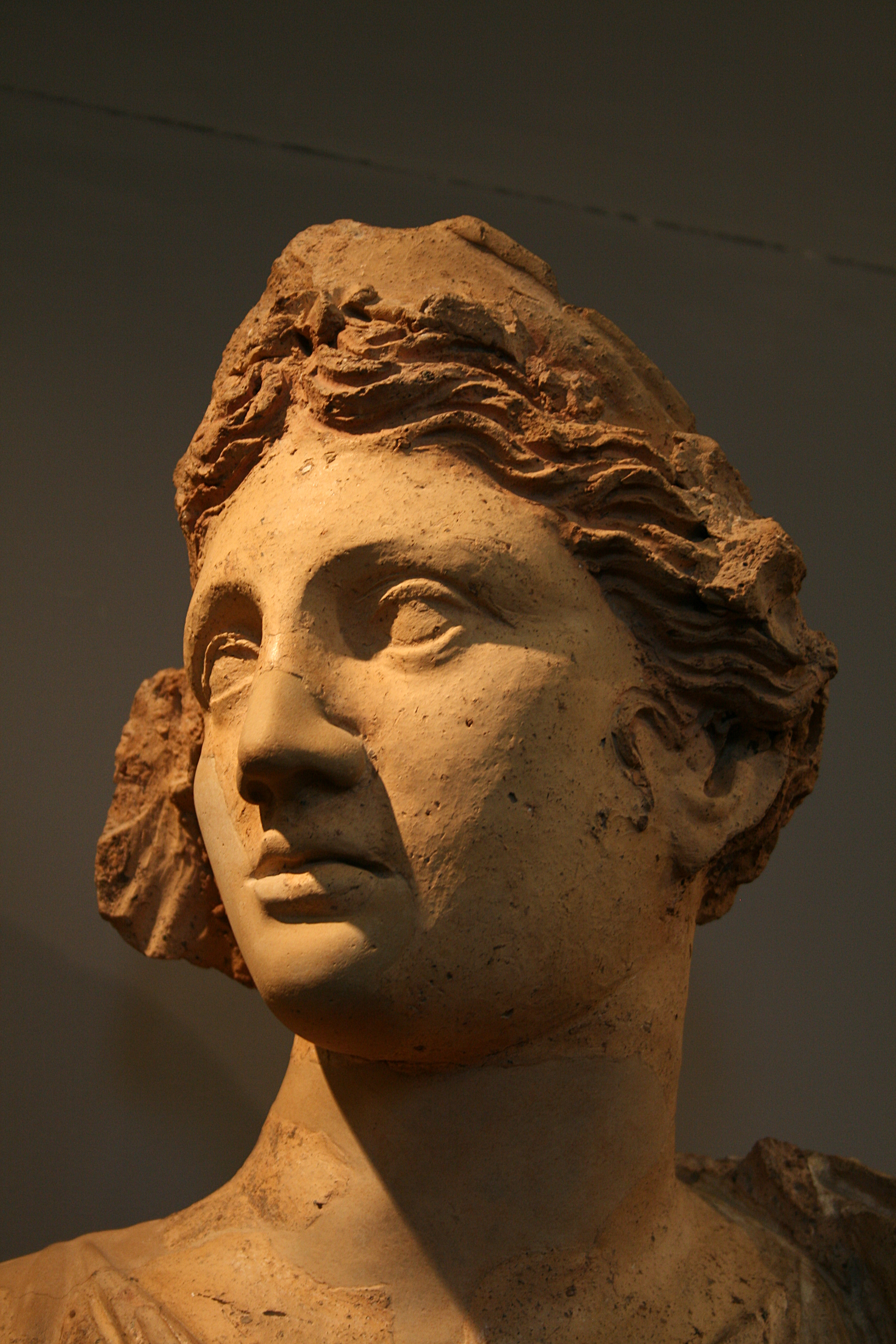
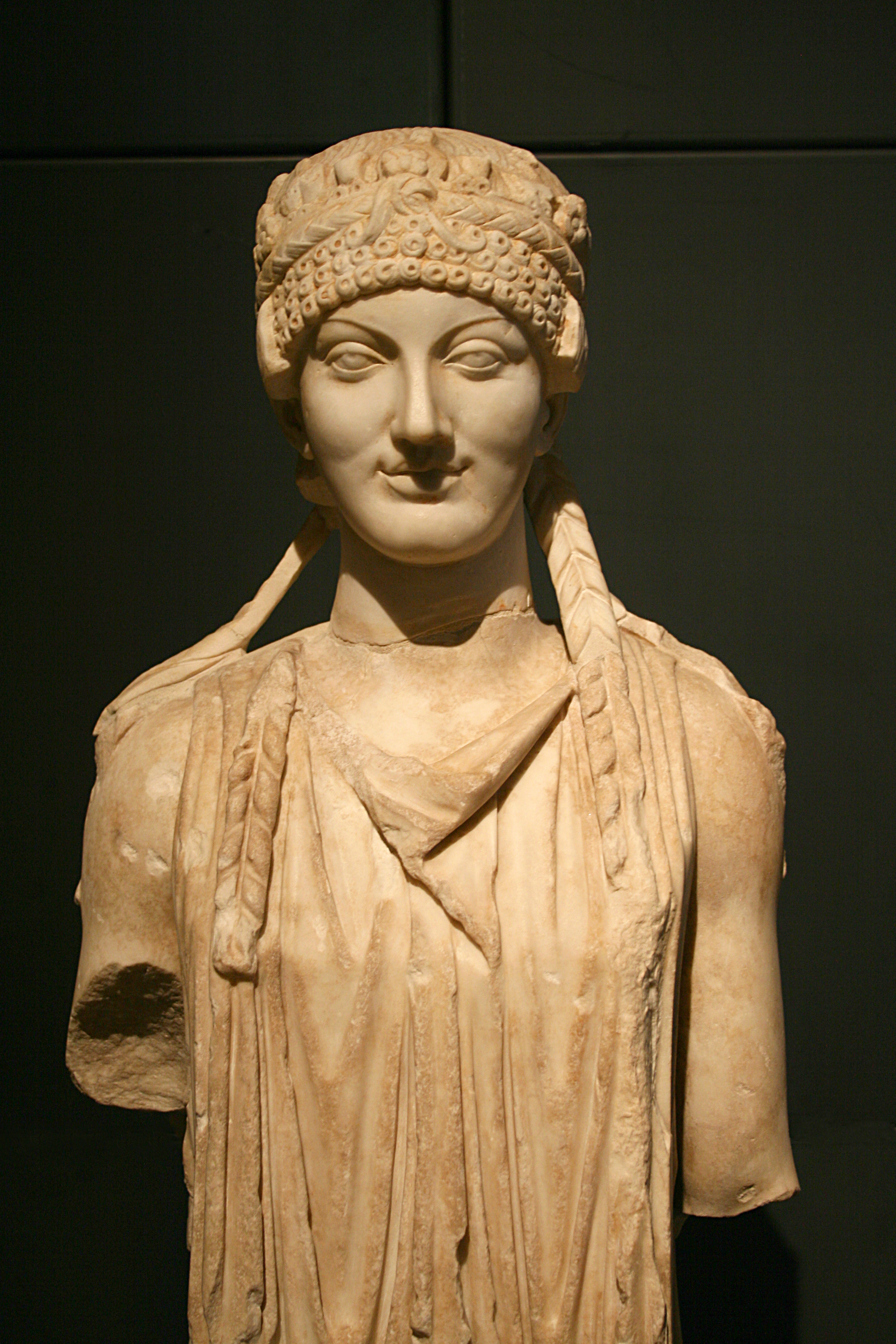
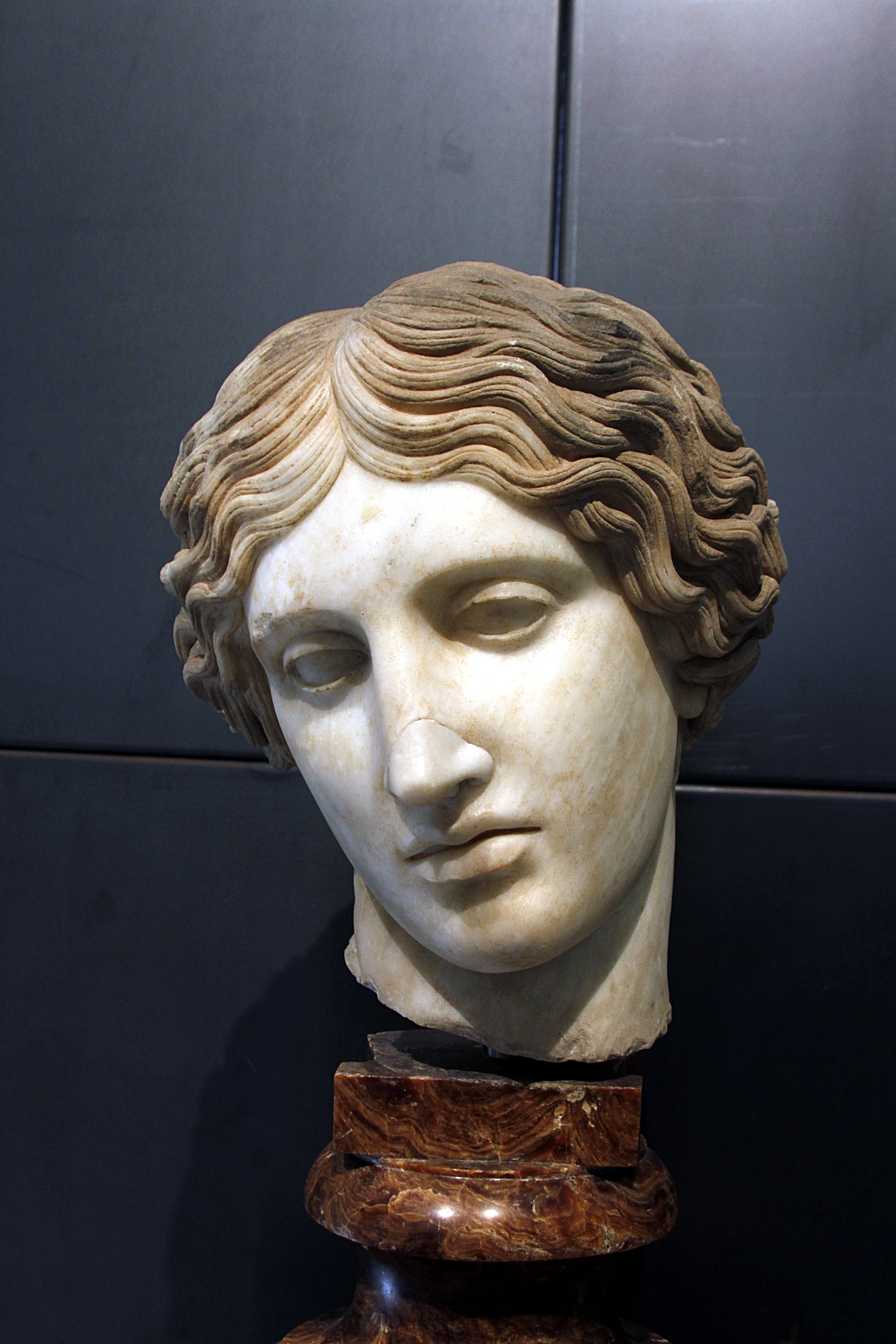
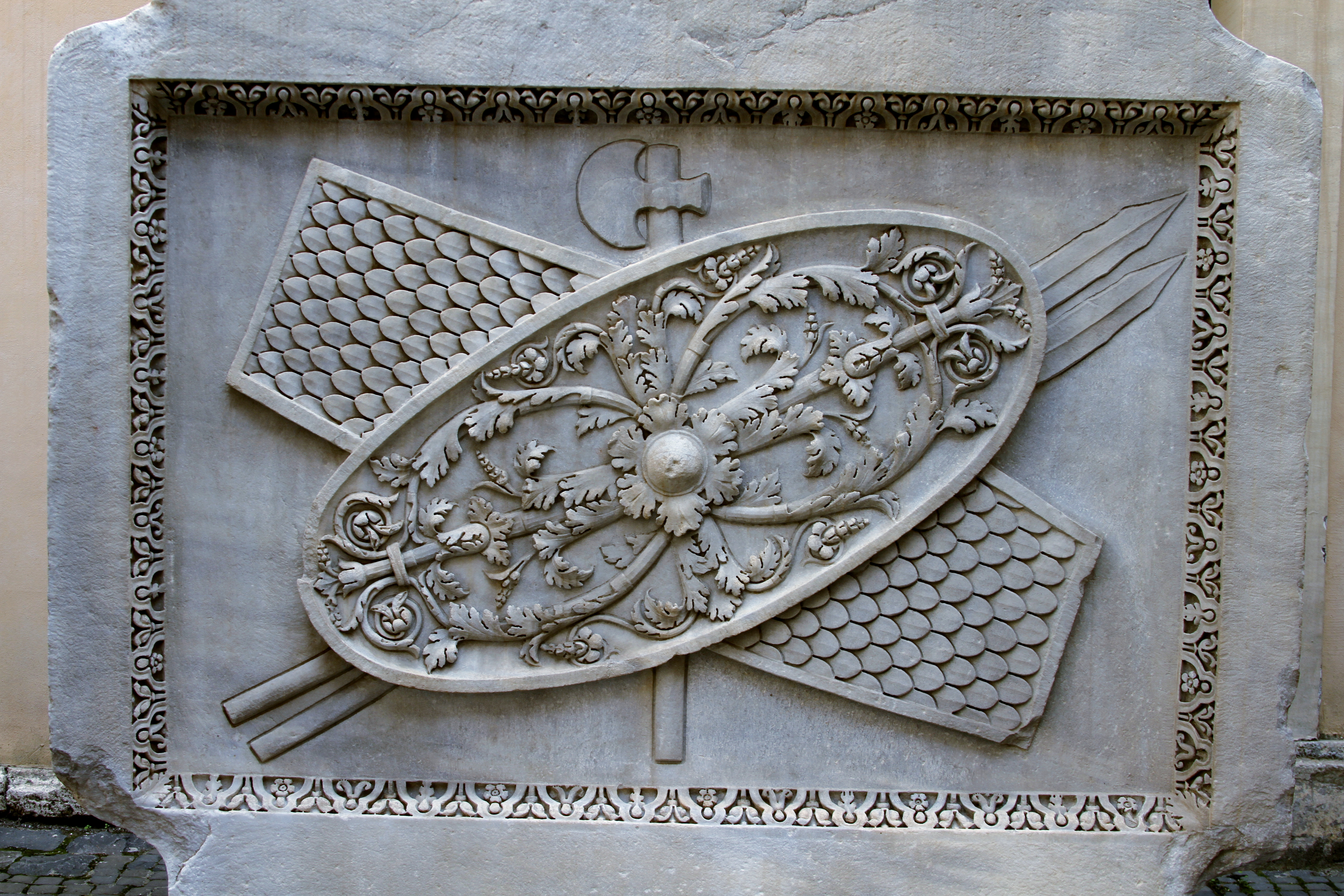
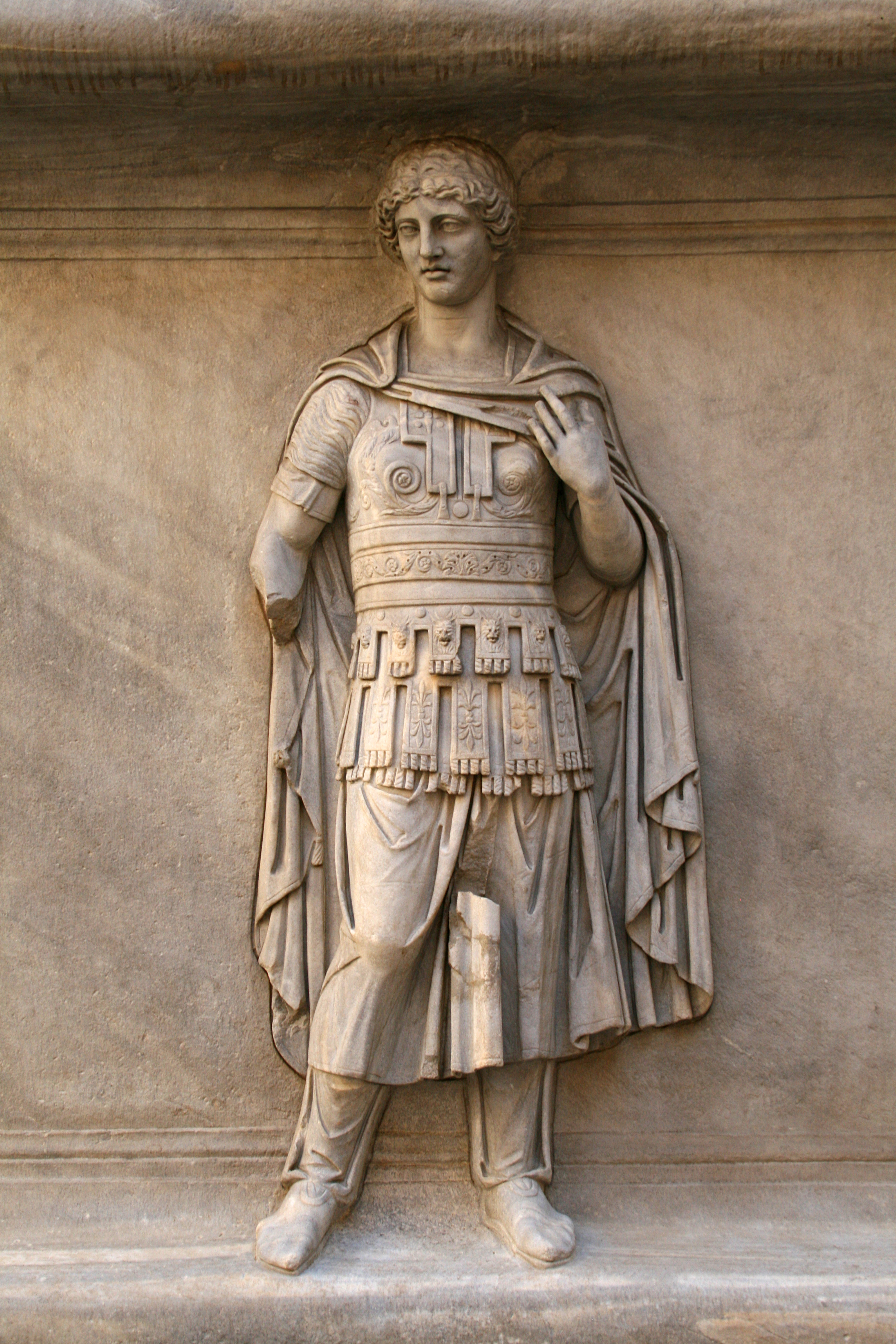
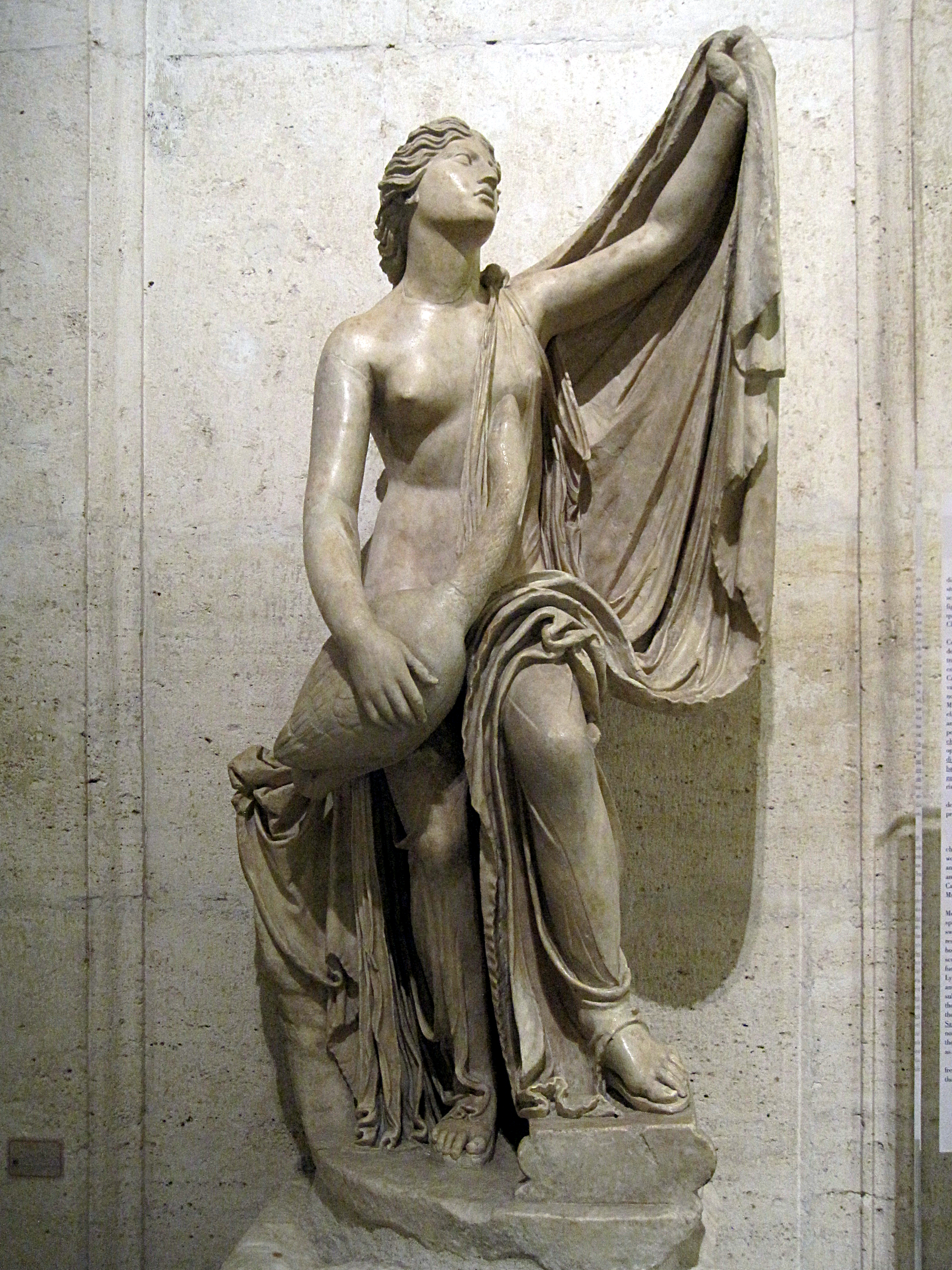
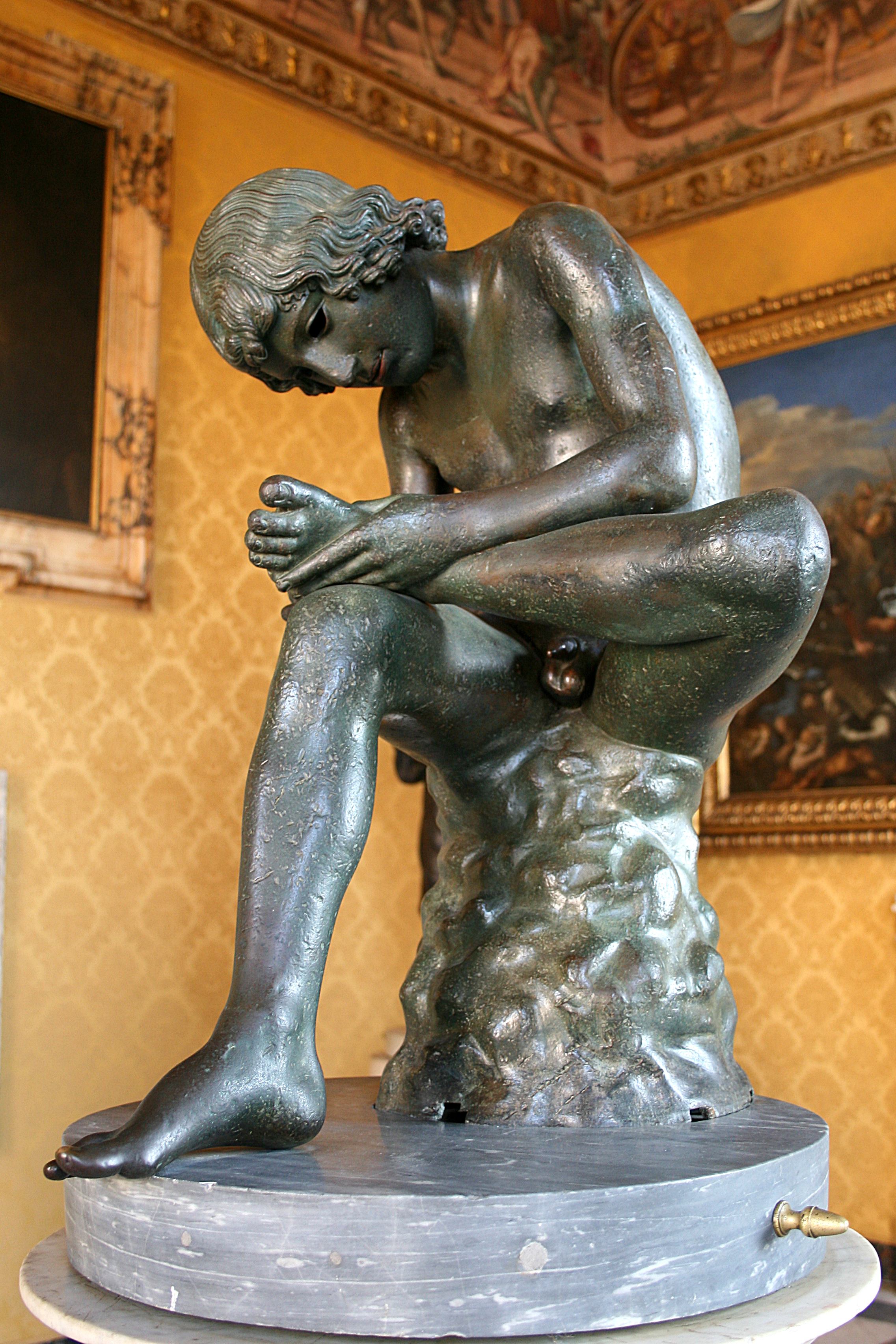
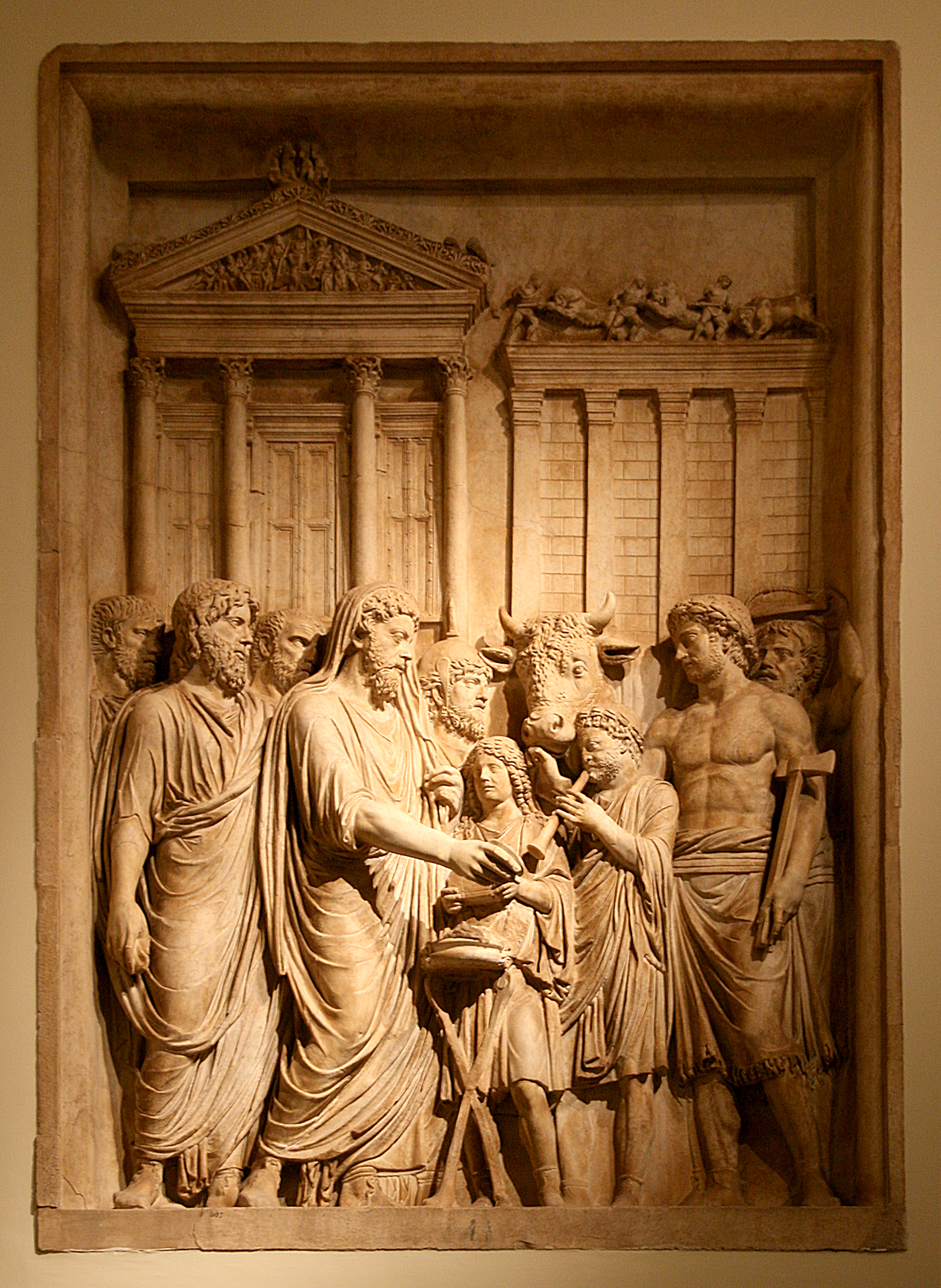
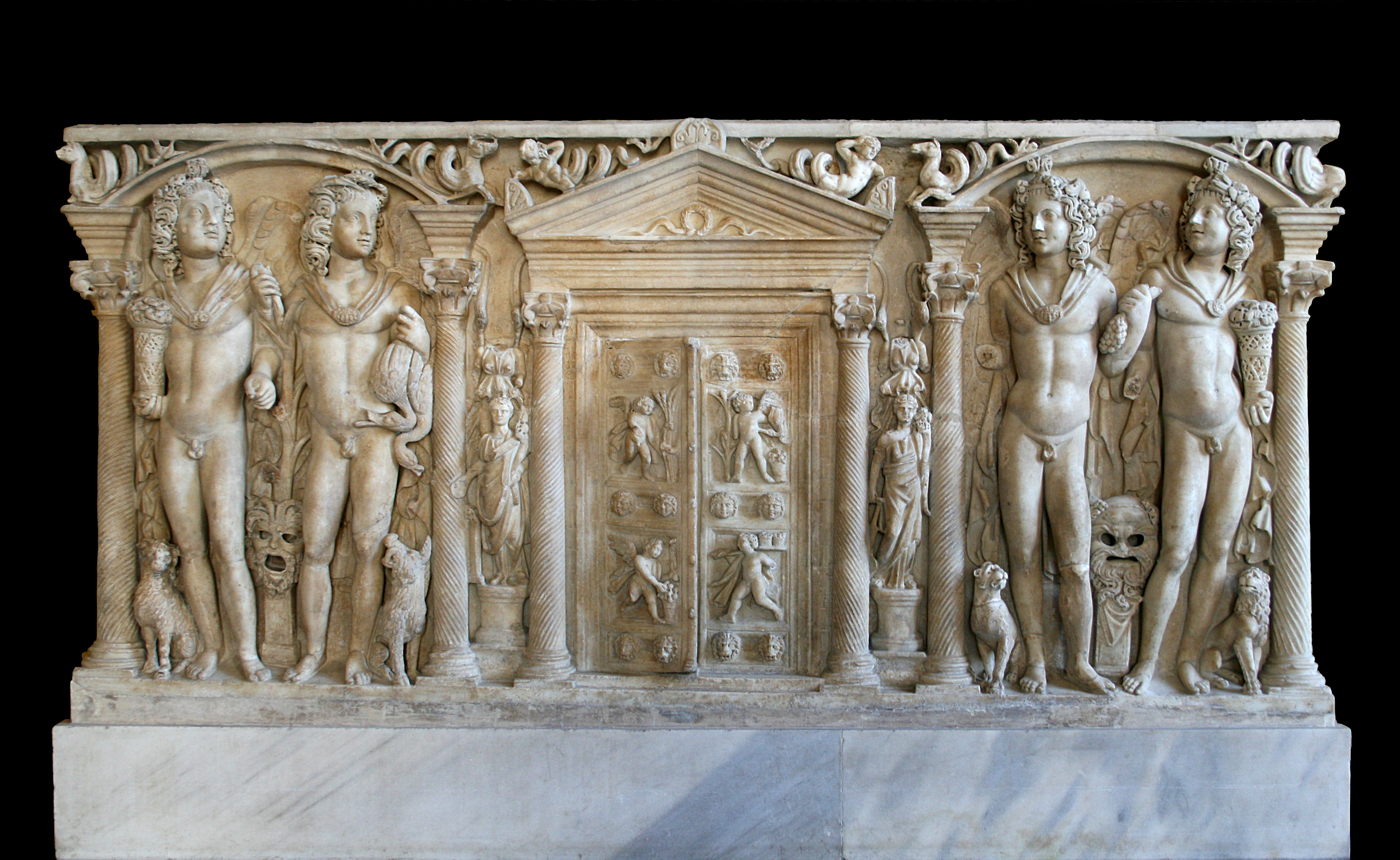
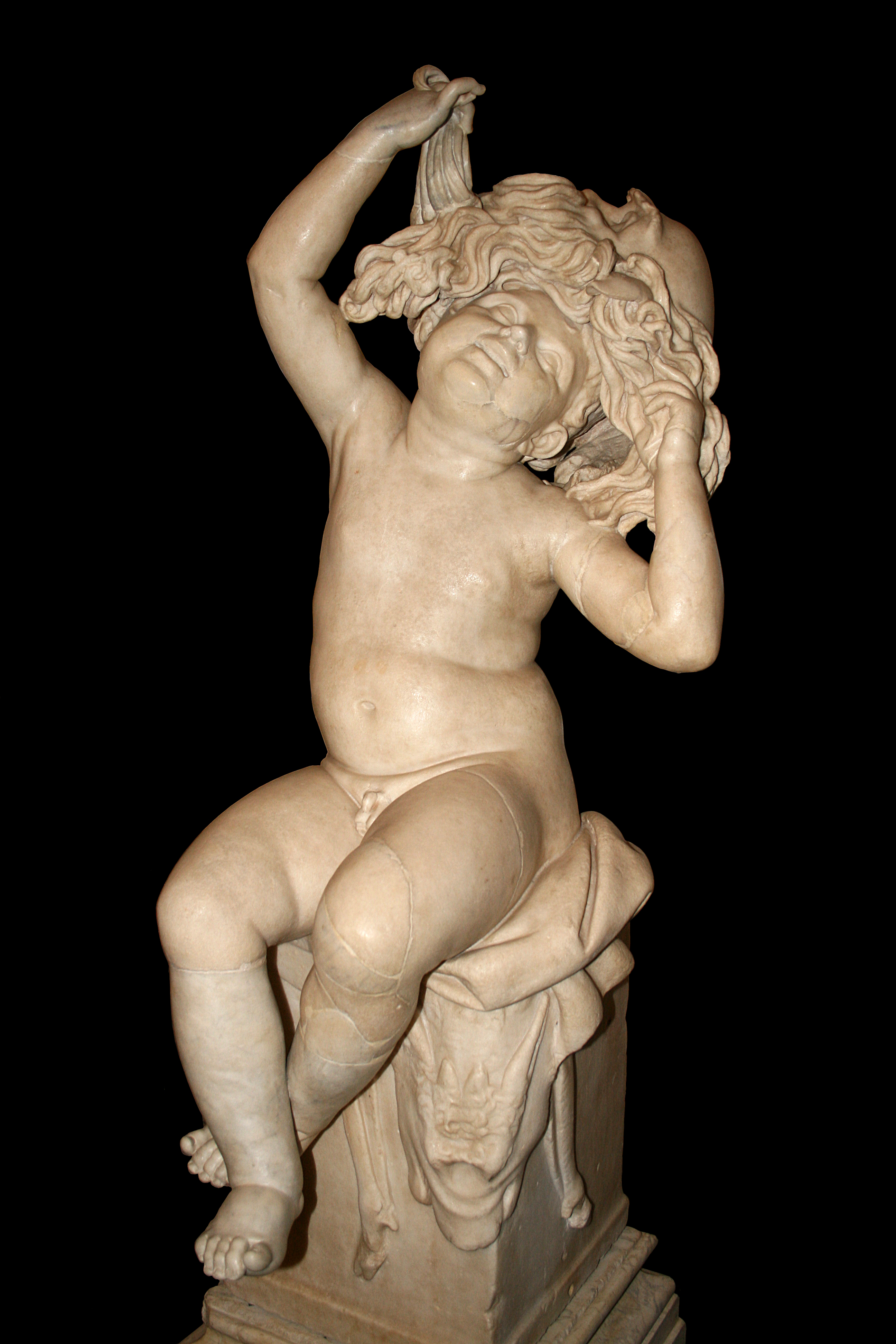
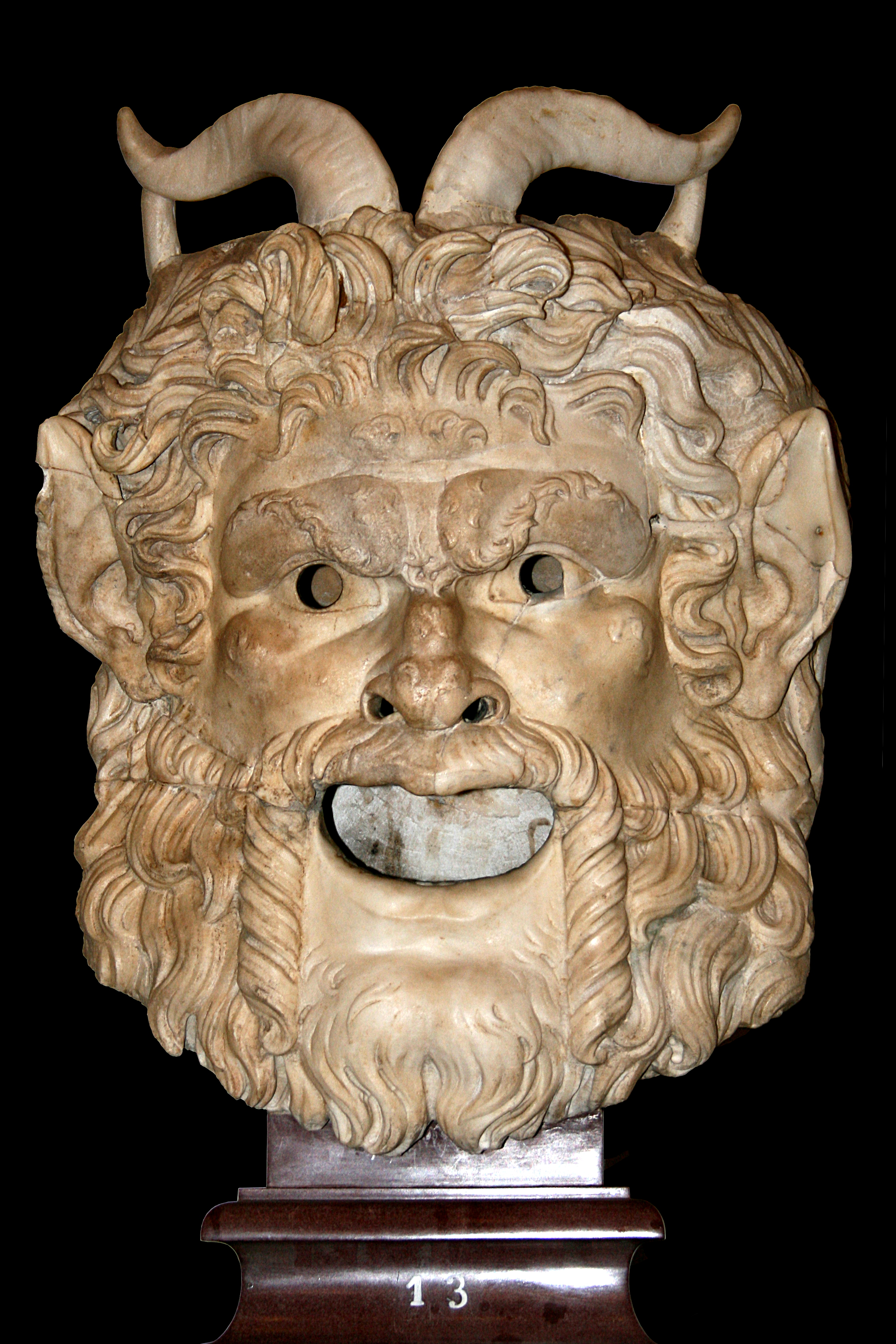

## 外部連結
- 卡比托利歐博物館（页面存档备份，存于）